# Los cuatro hijos de Aymón
Los cuatro hijos de Aymón, también titulada Renaud de Montauban en referencia a su personaje principal, es originalmente un cantar de gesta del ciclo carolingio. Interpretado en la corte de los señores por trovadores y malabaristas, fue transcrito en la literatura medieval a partir del siglo XIII. Esta historia con temas caballerescos toma su nombre de cuatro valientes hombres llamados Aalard, Renaud, Richard y Guichard, hijos del Duque Aymón de  Dordoña. Renaud de Montauban es el protagonista junto con el mago y ladrón Maugis, y el caballo de hadas Bayard.
La historia cuenta el conflicto entre los hijos de Aymón, y el emperador Carlomagno del que eran vasallos. Renaud mata a Bertolai, el sobrino favorito de Carlomagno, durante una partida de ajedrez. En represalia el emperador de los francos arrasó la fortaleza Montessor de los hijos de Aymón, en las Ardenas. Los persiguió hasta Gascuña, donde se convirtieron en dueños de la fortaleza de Montauban. Los hijos de Aymón permanecieron leales, mientras que su adversario a menudo utilizó la traición. Les tendió una trampa al enviarles a enfrentarse, desarmados, a varios ejércitos durante la batalla de Vaucouleurs. Los Doce Pares de Francia finalmente convencen a su emperador para negociar la paz con los hijos de Aymón, sin embargo, Carlomagno exige la entrega del caballo Bayard y una peregrinación a Jerusalén por parte de Renaud. Arrojado al río Mosa, el caballo logra escapar al bosque de las Ardenas. La gesta termina con el martirio de Renaud, asesinado durante la construcción de la catedral de Colonia y santificado después de su muerte.
Este realto legendario es de origen francés, y encuentra algunas raíces históricas en la dinastía merovingia. La historia de Los cuatro hijos de Aymon fue ampliamente conocida en muchos países europeos, particularmente en Bélgica, Italia, Alemania y el condado de Flandes, gracias a la invención de la imprenta. El apogeo va desde el Renacimiento hasta el siglo XIX, con múltiples adaptaciones, en verso y en prosa, para la literatura buhonera, el teatro o en festivales y carnavales. Muchas localidades reclaman topónimos derivados de los personajes de esta canción, las reliquias de los cuatro hermanos, la filiación de los señores con ellos, o la posesión de fortalezas por parte de los hijos de Aymón. Estos personajes tienen sus efigies entre los gigantes del Norte desde el siglo XVI. La historia de Los cuatro hijos de Aymón es más discreta desde el siglo XX, pero muchas tradiciones permanecen, especialmente en las Ardenas francesas y belgas.

## Resumen
Cualquiera que sea la versión de la historia de los cuatro hijos de Aymón, los protagonistas son, como sugiere el título, cuatro hermanos: Renaud, Aalard (o Alard, Allard), Guichard y Richard (o Richardet). Hijos del duque Aymón, se enfrentan al emperador Carlomagno y experimentan diversas aventuras, con reversiones de fortuna. Rechazados por su padre, reciben ayuda de su primo, el hechicero Maugis y el caballo de hadas Bayard. Aunque la representación del caballo que lleva a los cuatro hijos al mismo tiempo es bien conocida e inseparable de esta historia, proviene de la influencia de la iconografía en las versiones posteriores del texto.
Micheline de Combarieu du Grès y Jean Subrenat no cuentan ciertas ramas, como Maugis de Aigremont, entre la historia de los hijos Aymón. Ferdinand Castets distingue Los cuatro hijos de Aymón o Renaud de Montauban propiamente dicho, e incluye otros textos (Maugis de Aigremont, Vivien de Monbrane y La mort de Maugis) en un conjunto más amplio, que llama el «Ciclo de los hijos de Aymón».

### Los cuatro hijos de Aymón o Renaud de Montauban

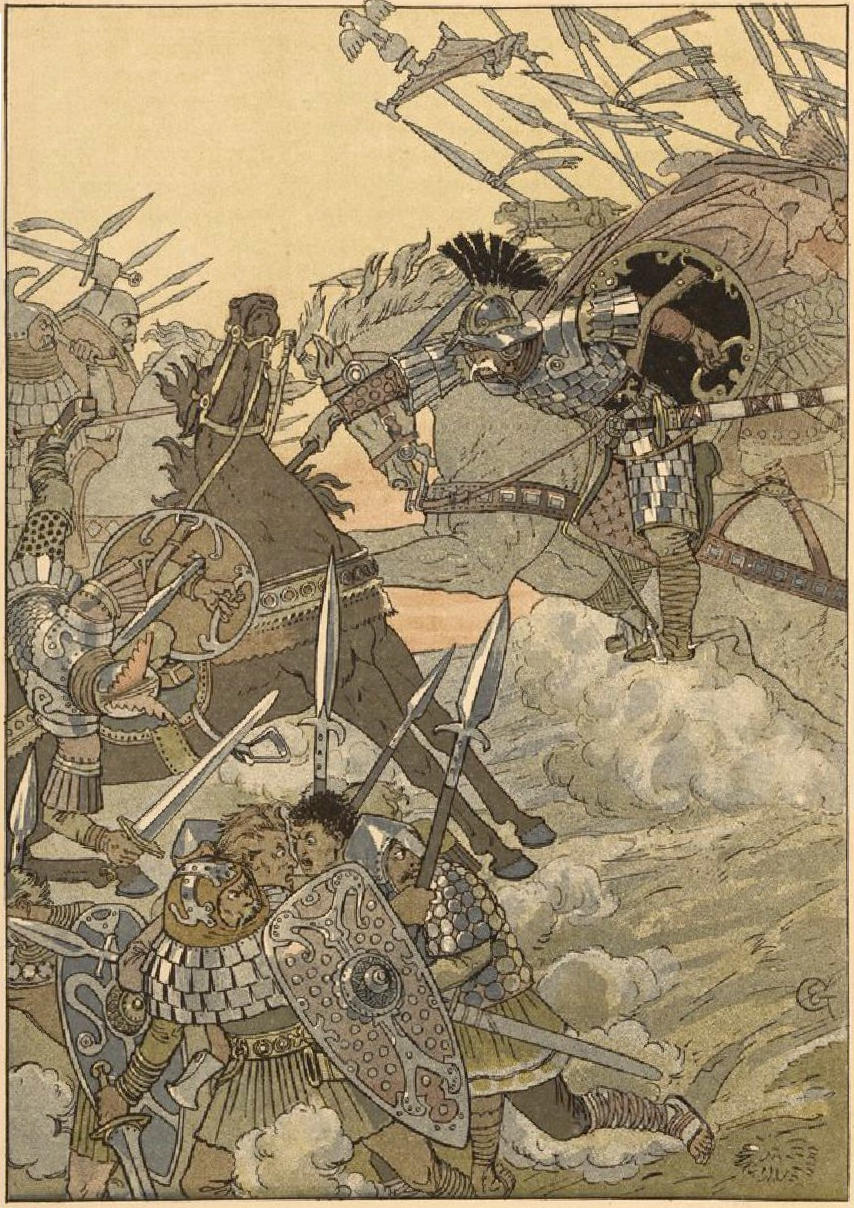
Beuves de Aigremont (derecha) luchando contra las tropas de Carlomagno en la Histoire des Quatre Fils Aymon ilustrado por Eugène Grasset, (1883, p.25).

Concebida desde el principio como un cuento legendario, la historia de Los cuatro hijos de Aymón tiene once episodios según Micheline de Combarieu du Grès y Jean Subrenat, y diez según Ferdinand Castets. Distingue tres grandes episodios: la parte de las Ardenas, la parte de los gascones y el de Renaud de Montauban.
- A menos que se indique lo contrario, este resumen de Los cuatro hijos de Aymón se basa en el manuscrito La Vallière, compilado por Ferdinand Castets en 1909 y traducido al francés moderno por Micheline de Combarieu du Grès y Jean Subrenat en 1983.

#### Beuves de Aigremont
El duque de las Ardenas Beuves de Aigremont (o Aygremont, según la ortografía más antigua), es invitado con los demás vasallos a la corte del rey Carlomagno, sin embargo, se negó a ir e hizo matar a los mensajeros encargados de recordarle su deber, incluido el propio hijo de Carlomagno, Lohier. El rey, queriendo vengar a su hijo, le declara la guerra por insubordinación. Reúne a su ejército y comienza la lucha, pero el resultado del conflicto está indeciso. Carlomagno acepta perdonar a Beuves y a sus tres hermanos que acuden en su ayuda —entre ellos el duque Aymón de Dordoña— si aceptan sus deberes como vasallos. Una familia de traidores que eran partidarios de Carlomagno —Ganelón, Fouques de Morillon y Grifon de Autefeuille—, sin embargo, hacen matar al duque de Aigremont por traición, acto que Carlomagno les agradece. La paz fue finalmente restaurada entre Carlomagno y la familia Aymón, pero Maugis, el hijo de Beuves, albergó un fuerte resentimiento contra el rey de los francos.

#### La corte de Carlomagno y la huida a las Ardenas

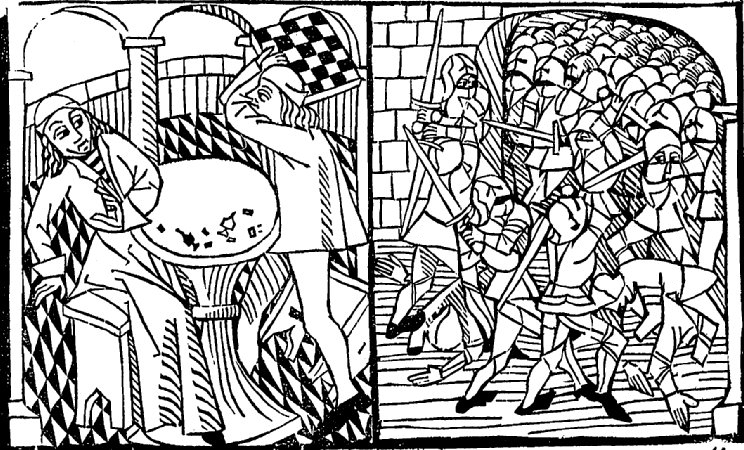
Renaud discute con Bertolai (izquierda) y los cuatro hermanos huyen de la corte de Carlomagno (derecha). Grabado extraído de un incunable de Lyon, c. 1485.

El duque Aymón presenta a sus cuatro hijos Aalard, Renaud, Richard y Guichard en la corte de su señor Carlomagno, en París, un día de Pentecostés. El rey anuncia que los armará como caballeros en el día de Navidad. Sin embargo, Carlomagno da el espaldarazo a Renaud durante el festín y ordena que le den una maravillosa montura, el caballo de hadas Bayard. —en la mayoría de los manuscritos, Bayard es regalado a Renaud por Carlomagno durante su espaldarazo, dos versiones lo convierten en un regalo del hada Oriande a Renaud—. Los otros tres hermanos son armados de la misma manera, y Renaud gana el estafermo. Pero al día siguiente, Renaud juega una partida de ajedrez con Bertolai, el sobrino favorito de Carlomagno, que es un mal jugador, Bertolai bajo un golpe de cólera, golpea a Renaud produciéndole una herida. Este último exige a su rey justicia y reparación, recordando la ocasión de su responsabilidad en la muerte de Beuves. Carlomagno se niega a escucharlo y Renaud, en un ataque de ira, toma el tablero de ajedrez y lo arroja a la cabeza de Bertolai, que muere al instante. Los cuatro hermanos huyen, perseguidos por el ejército de Carlomagno, y se refugian en el macizo de las Ardenas, su patria natal.

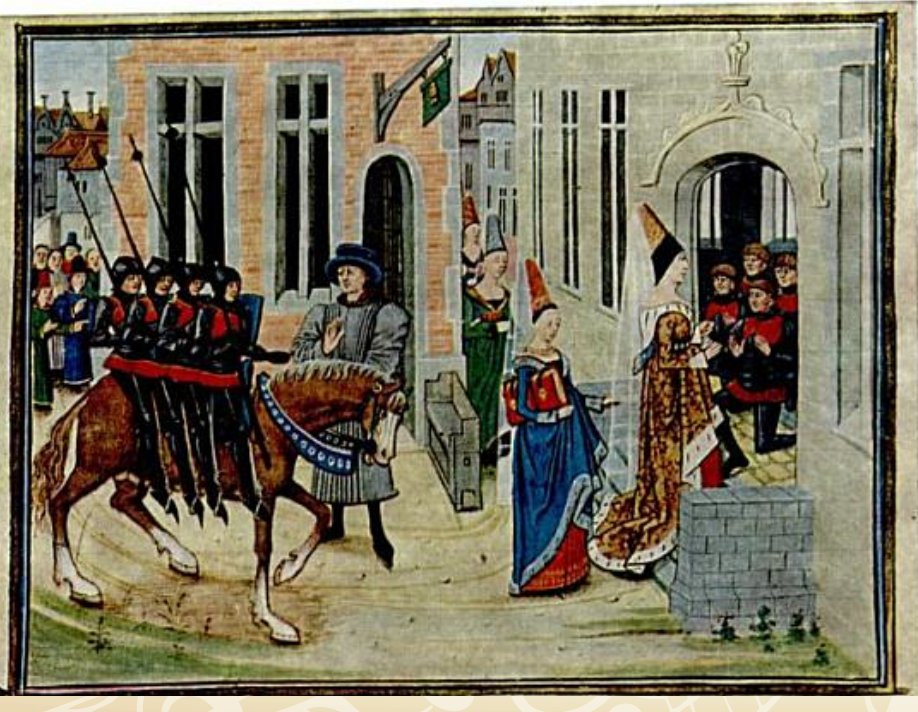
La llegada de los cuatro hijos de Aymón acogidos en Dordoña, montados en el caballo Bayard, después de su exilio en el bosque. Miniatura de Loyset Liédet, extraída de un manuscrito en prosa de Montauban,. Bibliothèque del Arsenal, 5073 f.88v.

Los cuatro son expulsados de la fortaleza de Dordoña que pertenece a su padre, y construyen su propio castillo, Montessor, en un espolón rocoso sobre el río Mosa. —en otras versiones, es su primo Maugis quien erige el castillo, gracias a su magia—. Después de siete años, Carlomagno encuentra su rastro y comienza el asedio del castillo de Montessor. En el camino, advierte a su ejército contra las posibles hadas del desfiladero del río Escalda. Renaud detiene el avance del ejército de Carlomagno matando al conde Rénier. Sin embargo, el castillo finalmente cae a causa del traidor Hervé, que aprovecha la hospitalidad de los hijos de Aymón para abrir el rastrillo durante la noche. Los cuatro hermanos logran repeler el asalto y derrotar a las tropas de Hervé, pero su castillo es destruido, junto con todos sus suministros de alimentos. Se adentran en el bosque de las Ardenas con el resto de su ejército y se encuentran con su padre, el duque Aymón, quien los reta a un duelo para permanecer leales a Carlomagno. El caballo de Alard cae muerto. Renaud recoge a su hermano encima del caballo Bayard, que adapta su tamaño al número de sus jinetes. Los hijos de Aymón pierden a sus últimos hombres en la batalla y se retiran al bosque.
Se esconden durante varios meses, obligados a vivir del saqueo y el pillaje en los alrededores. Medio muertos de hambre e irreconocibles, regresan a la casa de su madre en el castillo de Dordoña, y se confiesan con su padre a su regreso. Se les dan nuevas armas, oro y plata. Su primo Maugis se une a ellos en esta ocasión, y les aconseja que se pongan al servicio del rey Yon de Gascuña.

#### Creación de Montauban

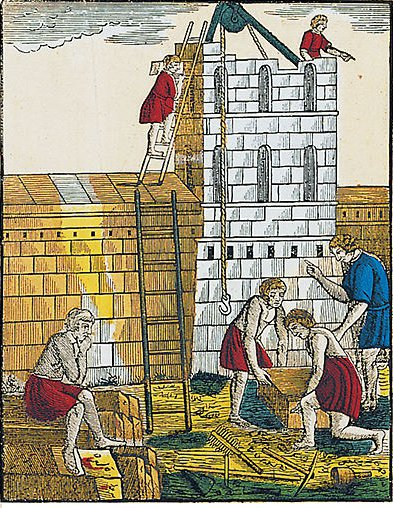
Construcción de la fortaleza de Montauban a partir de una imagen de Épinal, impresa por François Georgin en 1830.

Salidos de su estancia en el bosque y armados, los cuatro hermanos se presentaron al rey Yon que aceptó de buen grado su ayuda: sus tierras eran asediadas por el sarraceno Bège. Los hijos de Aymón lo derrotan en Burdeos y lo encarcelan. Como agradecimiento, Yon les permite erigir un castillo, al que se llama Montauban, «porque está construido sobre una montaña de mármol». El rey Yon le ofrece a Renaud la mano de su hermana Aélis. A partir de este momento, Renaud se llama «Renaud de Montauban». Carlomagno descubre la fortaleza a su regreso de un peregrinaje a Santiago de Compostela, y amenaza con arrasar las tierras del rey Yon si no se le entregan los hijos de Aymón.
Yon se niega, pero Carlomagno recibe la ayuda con la presencia de Roldán, a quien acude. Roldán hace de Renaud su enemigo personal, el cual regresa a París para burlarse de Carlomagno, que busca un caballo capaz de competir con Bayard, para ofrecérselo a Roldán. Con la ayuda del hechicero Maugis, disfraza a Bayard, participa en una carrera cerca de Montmartre, a orillas del Sena, y la gana, despojando a Carlomagno de su corona, como trofeo del ganador.

#### La traición del rey Yon y la llegada de Carlomagno a Gascuña
Carlomagno convoca a sus pares para que asaltaran Montauban. Quiere más que nada matar a Maugis, y reunir 100.000 hombres, pero la fortaleza es inexpugnable. Recurre a la astucia, persuadiendo al rey Yon y a sus pares para que traicionen a los hijos de Aymón. Es entonces, cuando Yon convence a los cuatro hermanos para ir desarmados, vestidos de rojo —para ser reconocibles— y montados en mulas a la llanura de Vaucouleurs, diciéndoles que Carlomagno irá allí a negociar la paz. La ubicación es perfecta para una emboscada.

#### Batalla de Vaucouleurs y huida de Maugis
Los hermanos Aymón se enfrentaron a varios ejércitos entre ellos, negándose a rendirse: escalaron la Roca Mabon y lucharon como soldados sitiados. Richard está gravemente herido, pero sobreviven gracias a la llegada providencial de Maugis montando a Bayard, y su ejército de Montauban. Renaud recupera sus armas, su armadura y su montura, y se enfrenta a Ogier el Danés. Sus hermanos intervienen para poner fin al duelo. Cuando Ogier regresa a la corte de Carlomagno, Roldán lo acusa de traición. El paladín quiere reencontrar a Renaud y a sus hermanos. Mientras tanto, el hechicero Maugis cura a Richard de sus heridas.
En su fortaleza de Montauban, Renaud se enfada con su esposa Aélis y sus hijos Aymonnet y Yonnet, pensando que eran conscientes de la traición del rey Yon. Sus hermanos se las arreglan para calmarlo. Capturado por Roldán, el rey Yon pide ayuda. Y a pesar de todo, los hijos de Aymón con su ejército gascón se reúnen con Roldán para negociar. El paladín informa a Renaud que Carlomagno exige su completa rendición y la muerte de Maugis, condiciones que Renaud no puede cumplir. Luchan en un duelo, sin que uno gane sobre el otro. Habiendo decidido llevar el duelo más lejos, los otros tres hermanos Aymón entregan a Yon. Como represalia, Roldán captura a Richard. Renaud está a punto de salir para entregarlo cuando Maugis lo disuade, el cual espía a Carlomagno, que ha prometido colgar a Richard, y regresa para informar a los otros tres hijos de Aymón, que se encuentran emboscados cerca del lugar previsto para el ahorcamiento.

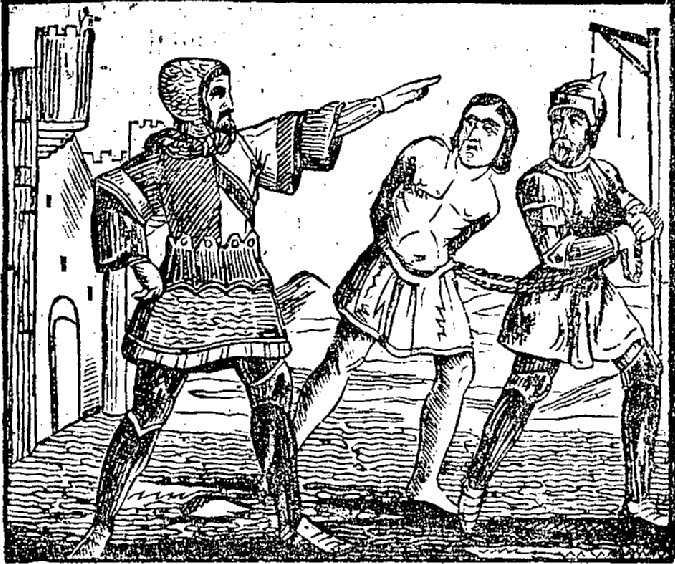
Ripeu manda colgar a Richard (Grabado de Quatre fils d'Aymon, histoire héroïque, de M. Ardant, 1849).

Ninguno de los caballeros, pares y vasallos de Carlomagno está de acuerdo en colgar a Richard: están cansados de la guerra que ya dura veinte años, y todos evocan un parentesco más o menos estrecho con el más joven de los hijos de Aymón. Cuando Ripeu, cuya línea de traidores es enemiga de la familia Aymón, acepta cuidarlo, Ogier el Danés promete que lo matará dentro de tres días por haberse atrevido a colgar a un noble caballero como un ladrón común. Cuando Ripeu está a punto de colgar a Richard, el caballo de hadas Bayard despierta a Renaud que se había dormido tocando su escudo con el casco. El 
caballero puede rescatar a su hermano y los cuatro regresan a salvo a su fortaleza de Montauban.Richard empuja la afrenta hasta el punto de robar el águila dorada que domina la carpa real de Carlomagno. Los hermanos reanudan la lucha, Renaud escucha de la boca del emperador cuáles son sus condiciones de paz: entregar al hechicero Maugis para ser«colgado, descuartizado y luego quemado». Al final de la batalla, Maugis es encarcelado por Carlomagno. Pero gracias a su magia, se libera, duerme a sus raptores y aprovecha la oportunidad para robar varios objetos de valor: la corona y la espada de Carlomagno, y las armas de los doce Pares de Francia. Carlomagno negocia un año de paz a cambio de su regreso.
Renaud y Aalard van a la corte de Carlomagno para devolver estos objetos robados. Ogier, Naime y el arzobispo Turpin los acompañan. Se aseguran de que, a pesar de los impedimentos del emperador, los dos hermanos lleguen ilesos al campamento de Carlomagno. Se acuerda un duelo judicial entre Roldán y Renaud, pero durante la pelea, una nube oscura cae y obliga a los dos protagonistas a parar el enfrentamiento. Renaud regresa a Montauban con Roldán. Considerando que su propio sobrino Roldán lo ha traicionado o que está siendo retenido contra su voluntad, Carlomagno ordena el asalto contra Montauban. Sigue negándose a negociar hasta que le entreguen a Maugis. El hechicero logra, gracias a su magia, capturar a Carlomagno y llevarlo ante los cuatro hermanos de Montauban —donde todavía están presentes Roldán, Ogier, Naime y Turpin—. Luego se retira en meditación en una vieja ermita cerca de Dordoña, en el macizo de las Ardenas, para escapar de la ira del rey de los francos y perdonarse a sí mismo por las muchas muertes que causó.

#### Asedio a Montauban

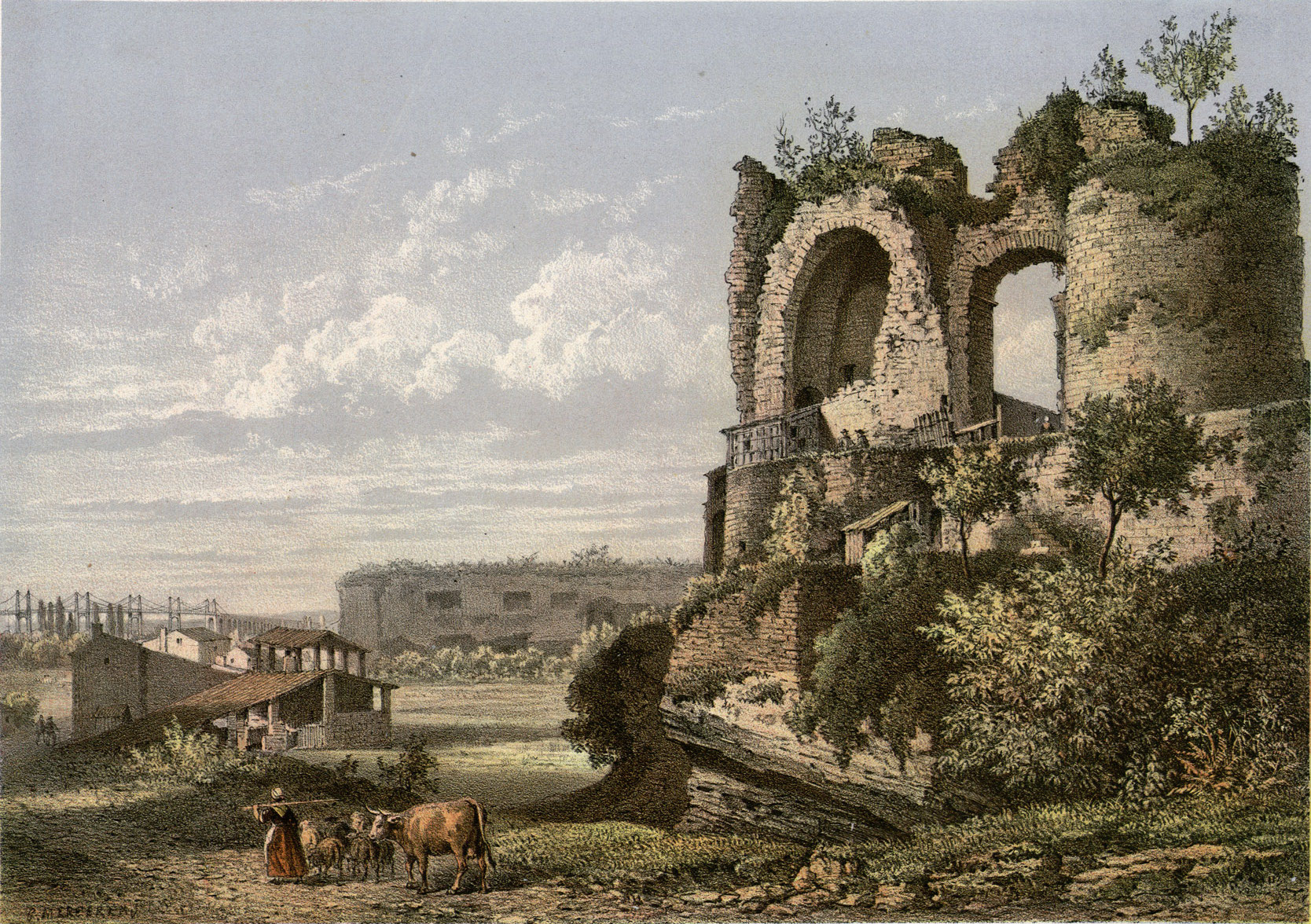
Vista de las ruinas del castillo atribuido a los hijos de Aymón en Saint-André-de-Cubzac, a partir de una litografía del.

A pesar de las súplicas de los hermanos, Carlomagno sigue negándose a negociar, y únicamente quiere a Maugis muerto, el hechicero sale de Montauban sin obstáculos. Carlomagno sitia Montauban con una ferocidad sin precedentes: viendo que la fortaleza estaba bien defendida, corta sus suministros y reduce a sus ocupantes a la hambruna. Carlomagno anuncia su intención de colgar a los hermanos, pero en esta declaración, Roldán, Ogier, Turpin, Naime y el duque de Aymón estallaron en lágrimas. El asedio dura un año, y los hermanos Aymón se comen los caballos en su establo, únicamente el caballo Bayard se libra. Renaud va por la noche a la tienda de su padre, el duque de Aymón, y le ruega que le ayude. El duque le proporciona comida haciendo que las catapultas se carguen con jamón y vino. Luego los deja a los sitiadores, con el acuerdo de los pares de Carlomagno. Cuando la hambruna se reanuda, Renaud desangra a Bayard durante quince días para evitar tener que matarlo. Un viejo lisiado revela la existencia de un subterráneo, permitiendo a los hijos de Aymón escapar con Bayard y el rey Yon.

#### Negociación de paz

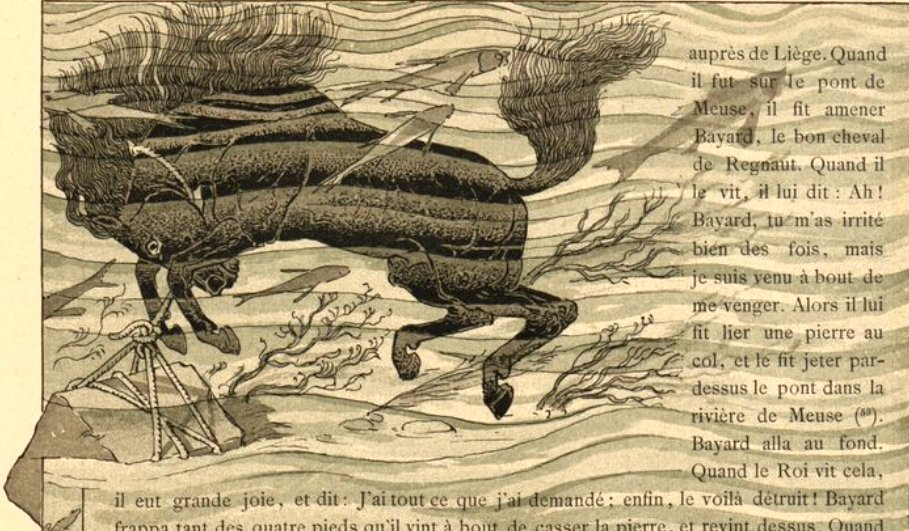
Carlomagno hizo que Bayard fuera arrojado al río Mosa, con una gran piedra atada alrededor de su cuello. Dibujo de la Histoire des Quatre Fils Aymon ilustrado por Eugène Grasset, 1883, p.194.

Durante el asedio a Montauban, Maugis se olvidó completamente de los hijos de Aymón. Ayudó a los comerciantes a recuperar sus bienes robados por ladrones. Un sueño le recordó la triste situación de sus primos, y se entera, por los mercaderes, que los hijos de Aymón se han refugiado en Dortmund. Va allí de inmediato y Renaud lo reconoce. Maugis expresa su deseo de dedicarse a Dios y no causar más la muerte de nadie. La negociación de paz todavía no avanza entre Renaud y Carlomagno, el primero tiene de rehén a Ricardo de Normandía, el segundo sigue exigiendo que le entreguen a Maugis. Renaud amenaza con colgar a Ricardo de Normandía. Viendo que el rey de los francos todavía se niega a negociar, los doce pares dejan su servicio para evitar ser responsables de la muerte de un valiente caballero. Según Ganelón, se queda al lado de Carlomagno. Al encontrarse solo, Carlomagno finalmente elige negociar la paz. Sin embargo, exige que Renaud haga un peregrinaje descalzo y que el caballo Bayard le sea entregado, como el caballero ya había prometido hacer. Los otros tres hijos de Aymón mantienen su feudo. Renaud sale inmediatamente bajo las condiciones impuestas por Carlomagno. Tan pronto como recuperó a Bayard, el emperador fue a Lieja, en un puente sobre el río Mosa. Allí ordena que el caballo de hadas sea arrojado al agua, cargado con una piedra de molino. Pero el caballo se las arregla para liberarse y huye al macizo de las Ardenas.

#### Peregrinaje de Renaud
Renaud y Maugis se encuentran en Constantinopla y van en peregrinación a Jerusalén. Ayudan a liberar la ciudad santa de los persas, luchan contra los sarracenos, y luego se reúnen con el papa en Roma.

#### Regreso de Renaud a la casa familiar
A su regreso, en compañía de Maugis, Renaud se entera de que su esposa murió de pena durante su viaje, de luto, decide no volver a casarse nunca más. Sus tres hermanos se han casado. Maugis regresa a su ermita, donde permanece siete años y muere solitario un domingo de Ramos. Renaud envía a sus hijos a vivir a la corte de Carlomagno. A pesar de las diferencias que su padre tuvo con el emperador, son bienvenidos.

#### Penitencia y muerte de Renaud

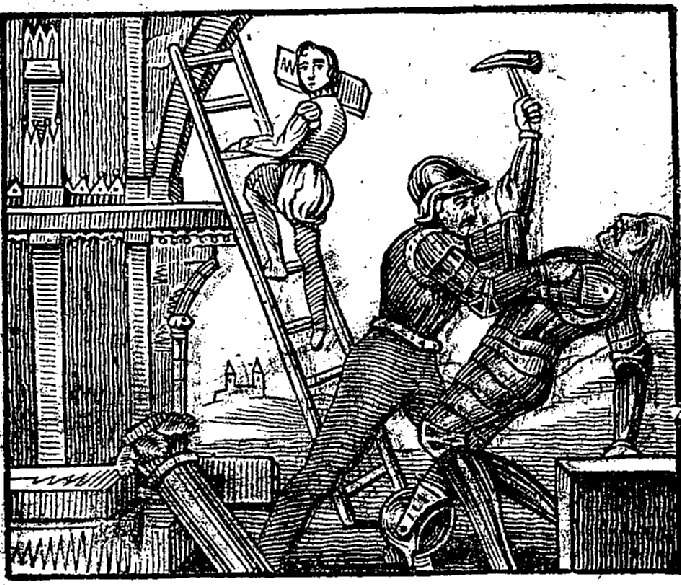
Los trabajadores de la construcción de la catedral de Colonia asesinan a Renaud. (Grabado de la obra Quatre fils d'Aymon, histoire héroïque de M. Armand, 1849).

Renaud se va sin avisar, para trabajar como peón en la construcción de la catedral de Colonia, a cambio únicamente pide dinero para comer, pero los otros albañiles consideran que este extraño peregrino les hace competencia desleal, y deciden matarlo.
Cuando su pérdida se cumple, arrojan el cuerpo de Renaud al Rin. Entonces se produce un milagro: los peces hacen que el cuerpo de Renaud flote en la superficie del río, su cuerpo emite luz y los ángeles cantan. El cuerpo de Renaud se carga en un carro que viaja hasta Trémoigne. Su paso está acompañado de todo tipo de milagros. Renaud de Montauban se conoce más tarde como «Saint Renaud».

### Otros textos

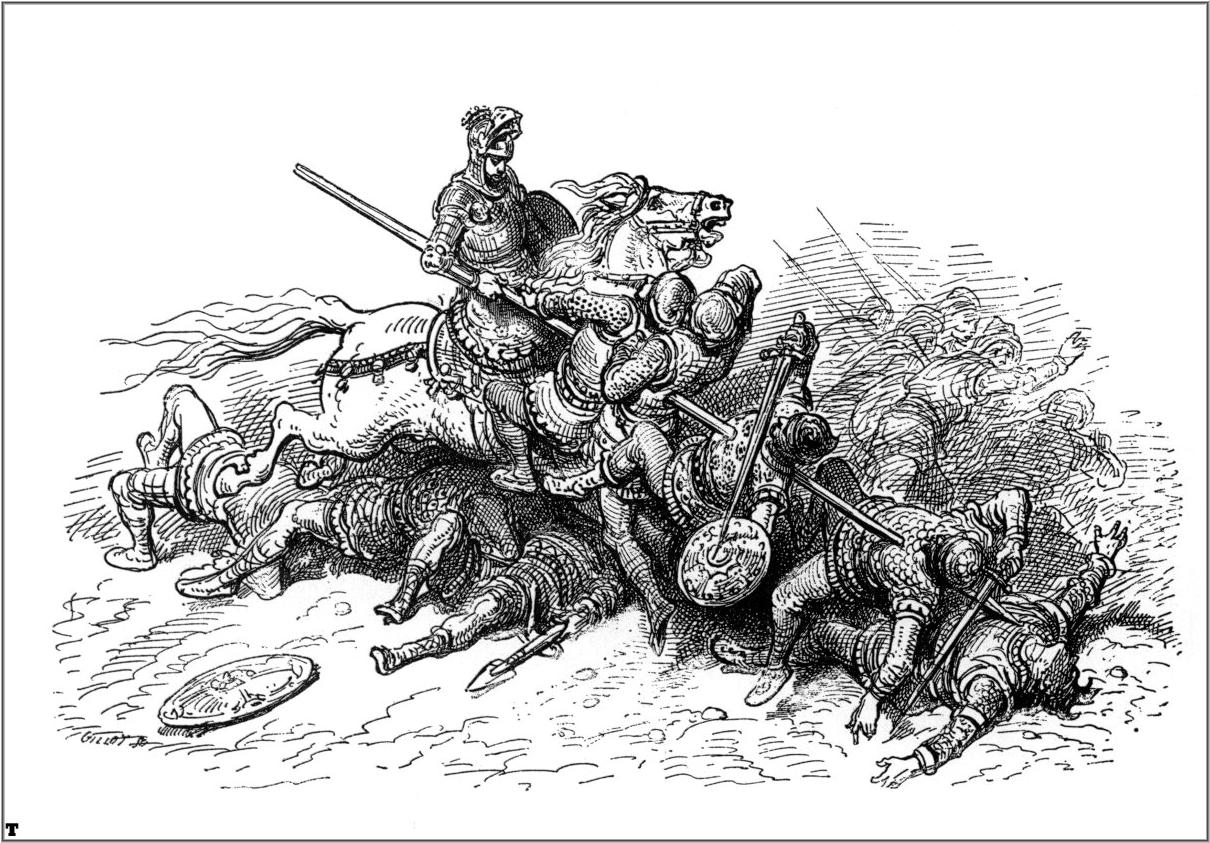
Ilustración de un caballero de Carlomagno por Gustave Doré para una edición de Orlando furioso.

La popularidad de ciertos personajes del cantar dio lugar a «variantes» de la historia en toda Europa, bajo la influencia de la literatura cortesana. Estas nuevas narraciones se crearon en particular alrededor de los personajes de Renaud de Montauban y el hechicero Maugis. El conjunto forma, según Castets, el «ciclo de los hijos de Aymón».
La Historia de Maugis de Aigremont informa de la conquista de Bayard y de la espada Floberge, por el hechicero Maugis. Es una precuela. Maugis da entonces el caballo y la espada a su primo Renaud, es el texto que une aquí la historia. Renaud reaparece —sin sus hermanos— en los poemas épicos italianos que tratan de caballería, como los de Torquato Tasso, Luigi Pulci (Morgante), Matteo Maria Boiardo (Orlando Innamorato), y Ludovico Ariosto (Orlando furioso). El mayor de los cuatro hermanos es inmortalizado por Ariosto en el Orlando furioso, donde, tras haberse distinguido por sus hazañas bélicas, se convierte en monje. Lo encontramos, también, en las Grandes crónicas de Francia y en las obras de Thomas Bulfinch, libremente inspiradas en la Materia de Bretaña y el ciclo carolingio.

## Historia literaria
La historia de Los cuatro hijos de Aymón viene del cantar de gesta que los trovadores y los juglares recitaban desde la Edad Media en verso y en música. Tiene una vida muy larga y ha sido adaptada múltiples veces, sufriendo relativamente pocos cambios desde el siglo XII. Las razones son múltiples: la historia misma —emoción, simpatía por los hermanos Aymón, lado subversivo, dignidad cortés, justicia de por una causa—, aporta la facilidad con que se presta a las reescrituras, la fuerte difusión de los textos y la presencia de dos personajes, el hechicero Maugis y el caballo Bayard, que cobran cada vez más importancia con cada reescritura. Lo fantástico y lo maravilloso, vinculan la historia con el reino de los cuentos de hadas, muy apreciado por el público. La historia está traducida a todos los idiomas europeos. Sarah Baudelle-Michels enumera 218 adaptaciones diferentes entre el primer incunable publicado y la edición infantil de bolsillo, publicada por «Castor», en el año 2000. Para Joseph Bédier: «no hay ningún libro más popular en la literatura popular».

### Edad Media

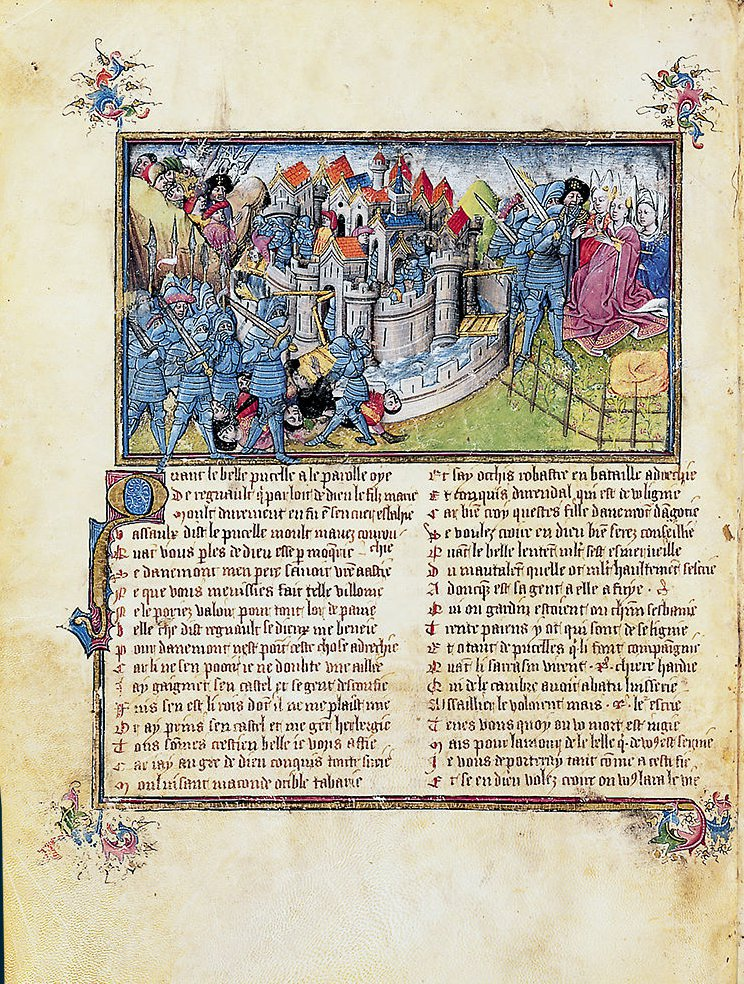
La historia en un manuscrito flamenco del. Bibliothèque nationale de France, Fr.764, f.119v.

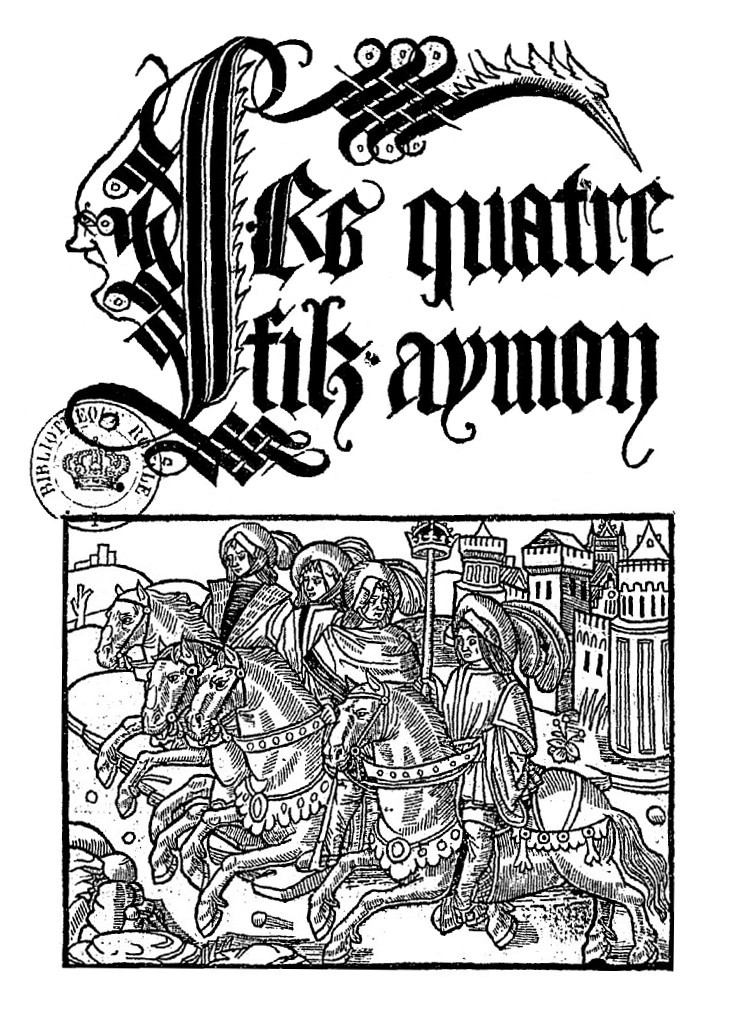
Portada de una edición de L'Histoire des quatre fils Aymon (versión atribuida a Huon de Villeneuve), 1497.

El texto más antiguo de Los cuatro hijos de Aymón es francés, y podría ser de origen ardenense. Es también conocido como Renaud de Montauban. Este poema, conservado en el manuscrito La Vallière, cuenta  con 18.500 versos alejandrinos. Muy largo, e incluso más sobrio y conciso que las siguientes versiones, se guarda en la biblioteca Bodleiana. La materia circuló oralmente antes de ser escrita, y este manuscrito data de finales del siglo XII, principios del siguiente, o a más tardar a mediados del siglo XIII. Aunque tiene fuentes de inspiración históricas, el cantar de gesta ha sido netamente romántico. Los trovadores que lo contaban debían cautivar a su público, y luchar contra la competencia de la materia de Bretaña y la recitación de aventuras. Para ello, no dudaron en modificar elementos o introducir lo maravilloso.
Ferdinand Castets enumera catorce versiones medievales de la este cantar de gesta hasta el siglo XV. C.8. Aunque todos ellas describen más o menos la misma historia, estos manuscritos provienen de diferentes autores y tienen características distintivas, sin duda porque «muchas generaciones de trovadores» contribuyeron a su escritura.
Micheline de Combarieu du Grès y Jean Subrenat consideran que esto nos impide hablar de un único cantar de Los cuatro hijos de Aymón, ya que hay grandes variaciones en torno al mismo tema. Los manuscritos están a menudo incompletos, ninguno es una copia de otro. Parecen carecer de cualidades literarias a primera vista, ya que están formados por elementos de diferentes autores en diferentes fechas. La mayoría se remontan al siglo XIII. Todos son anónimos, excepto la novela L'Histoire des quatre fils Aymon atribuida a Huon de Villeneuve. Las primeras versiones francesas en prosa aparecieron a finales del siglo XII y una versión en verso revisada circuló alrededor de un siglo después. Jean Froissart, entre otros, recoge el relato de los hijos de Aymón en su Crónica (t. III, cap. XV).
Los primeros manuscritos estaban destinados al mismo público que los del cantar de gesta, los aristócratas y los letrados. La historia se extiende por toda la Europa medieval. Circula en Inglaterra antes de 1250, según Alexander Neckam, sin embargo, no fue hasta el siglo XV cuando una traducción inglesa,The Right Pleasant and Goodly Historie of the Foure Sonnes of Aymon, fue impresa por William Caxton. El Renout van Montalbaen se dio a conocer a través de un texto medieval holandés en verso de la segunda mitad del siglo XIII. La epopeya siguió siendo muy popular durante siglos en los Países Bajos.

### DelsigloXValsigloXVIII

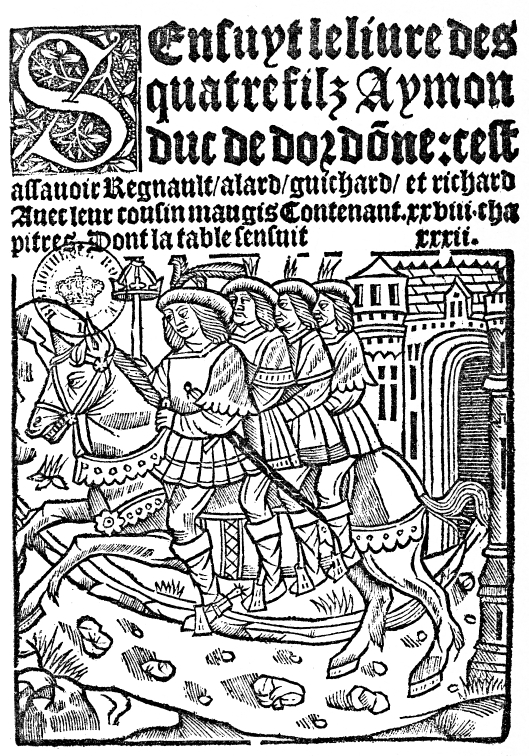
Los cuatro hijos de Aymón y el caballo Bayard en una edición de A. Lotrian y D. Janot a mediados del.

Las versiones en prosa popularizan el cantar de Los cuatro hijos de Aymón. Aparece una vulgata sin rima, seguida a mediados del siglo XV por una versión en prosa que presenta el linaje de Renaut, incluyendo la Historia de Maugis de Aigremont. La imprenta aceleró el fenómeno. Ya en el siglo XV, pequeños libros populares holandeses e incunables lioneses reeditaron y difundieron la narración, de modo que en el siglo XVI se intercambiaron en gran número impresos en Francia y en versiones traducidas. Las adaptaciones incluyen versiones escandinavas, alemanas, españolas e italianas, y cuentos de caballería. Una adaptación alemana apareció en 1535, seguida en 1604 por Ein schöne und lüstige Histori von den vier Heymonskindern en Colonia, una adaptación de la propia versión flamenca basada en la francesa. Ludwig Tieck editó una versión de una fuente diferente. Rabelais y Cervantes, entre otros, se refieren a los personajes de Los cuatro hijos de Aymón en sus respectivos escritos. Las reescrituras juegan con el uso de un léxico medieval o, por el contrario, con una modernización del lenguaje.
Las obras medievales son rechazadas por el público de la época, pero Los cuatro hijos de Aymón son una de las raras excepciones. Desde el siglo XVII hasta el XIX, la literatura del vendedor ambulante (bibliothèque bleue) aceleró la difusión de la historia, incluso en folletos y almanaques, provocando una ampliación de la audiencia original. Estas versiones impresas a veces difieren enormemente de los textos medievales, pero en general permanecen fieles a la tradición medieval y parecen basarse en los incunables del siglo XV.
A principios del siglo XVIII se publicó en Limoges una breve adaptación de las versiones medievales en prosa, luego salió una edición «revisada, corregida y enriquecida con nuevos grabados» de los talleres de la misma ciudad en 1793, gracias a la imprenta Chapoulaud. En 1778, la Bibliothèque universelle des romanes reimprimió una versión basada en un escenario de prosa cíclica del siglo XV.

### sigloXIX

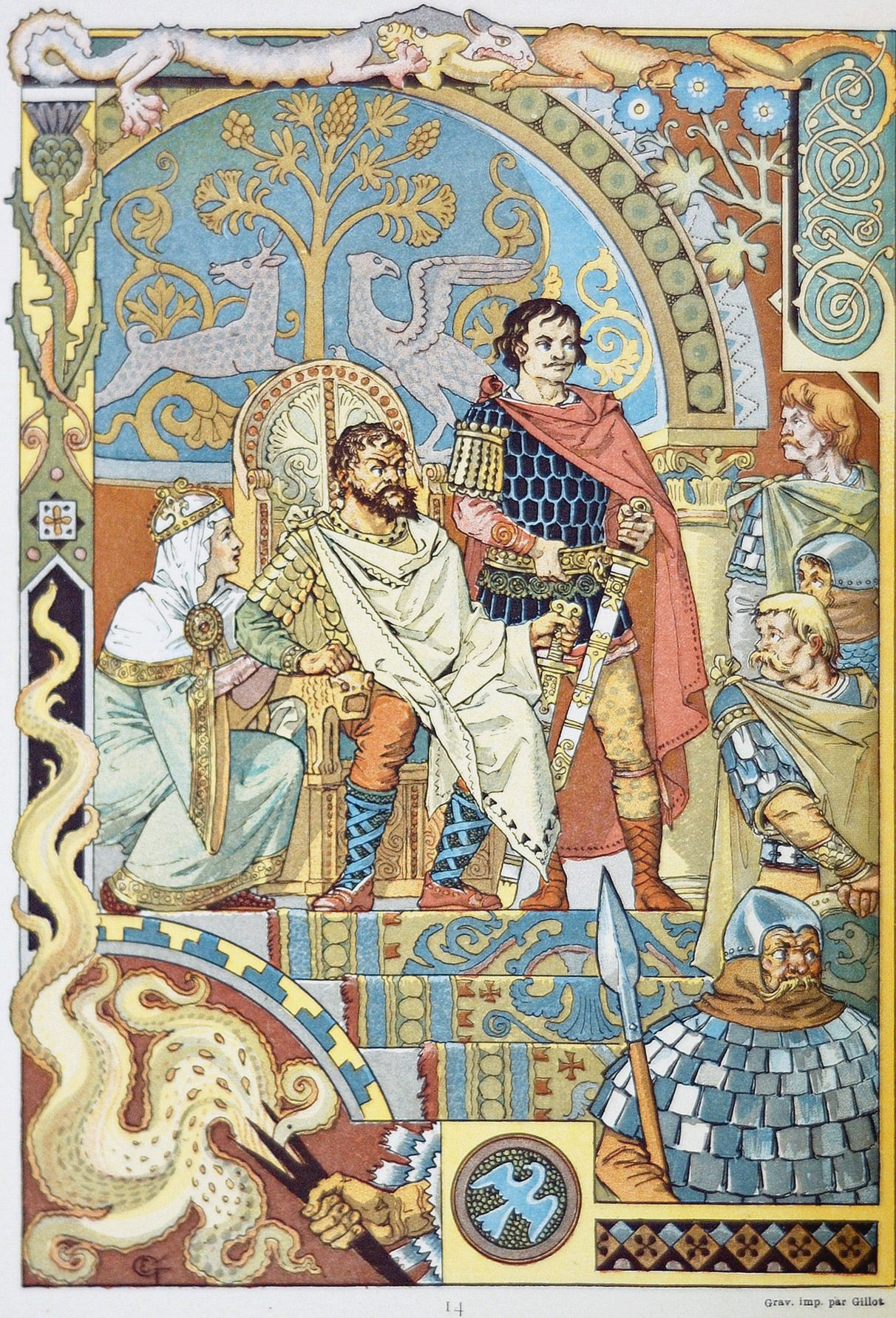
La Histoire des Quatre Fils Aymon, ilustrada por Eugène Grasset en 1883, p. 14.

En el siglo XIX, la diversificación de los públicos a los que se dirigen las distintas ediciones de Los cuatro hijos de Aymón aumentó incluso más. La edición Chapoulaud se reimprimió «por lo menos hasta 1840», y una colección troyana sacó una Histoire des quatre fils Aymon: très nobles et très vaillans chevaliers alrededor de 1810. Algunas editoriales católicas perpetuaron la tradición de pequeñas obras de muy mala calidad. La imagerie de Épinal publicó xilografías, como las de François Georgin en 1830. Los habitantes burgueses de la ciudad tuvieron acceso a una adaptación en cinco actos de una obra de teatro. La investigación universitaria también se ocupó del tema, a través, entre otros, de la novela de Le roman des Quatre fils Aymon, princes des Ardennes, publicada en verso y en francés antiguo en Reims en 1861. Muchos autores franceses del siglo XIX reivindicaron referencias de Los hijos de Aymón, entre ellos Alexandre Dumas (en Les trois mousquetaires), Stendhal (en La chartreuse de Parme) y Balzac.
Los bibliófilos obtuvieron una edición de lujo de Los cuatro hijos de Aymón ilustrada por Eugène Grasset en un estilo que fue precursor del Art Nouveau, introduciendo el proceso de fotograbado: la Histoire des Quatre Fils Aymon, très nobles et très vaillants chevaliersen de 1883, que fue aclamada en su tiempo por Octave Uzanne como «la obra más original del siglo», y una obra maestra de la encuadernación.

### Desde elsigloXX
A pesar de la extrema celebridad de la historia hasta el siglo XIX, los textos auténticos de Los cuatro hijos de Aymón únicamente se han publicado en ediciones raras desde principios del siglo XX. La principal, escrita por Ferdinand Castets en 1909, es el resultado de veinticinco años de investigación, y se influye en la versión más antigua conocida en ese momento: La Chanson des quatre fils Aymon, d'après le manuscrit La Vallière. Fue reimpreso por Slatkine (editor de Suiza) en 1974. Grandes extractos son traducidos al francés moderno y publicados por Éditions Gallimard por Micheline de Combarieu du Grès y Jean Subrenat en 1983, bajo el título Les Quatre Fils Aymon, ou Renaud de Montauban: esta versión es la primera traducción fiable de uno de los manuscritos medievales al francés moderno. En 2011 se publicó un volumen más sucinto con el mismo título, con comentarios de Hubert Heckmann y Pierre-Olivier Douphis, para ser utilizado por las clases de la escuela secundaria. El siglo XX favoreció las adaptaciones para el público joven, como la de la colección «Roitelet» en 1937, (Les Quatre Fils Aymon racontés aux enfants), la de Castor Poche Flammarion en el año 2000, o la ilustrada por Hervé Gourdet de las Ardenas sobre textos de Jean-Luc Duvivier de Fortemps en 2009.

## Análisis

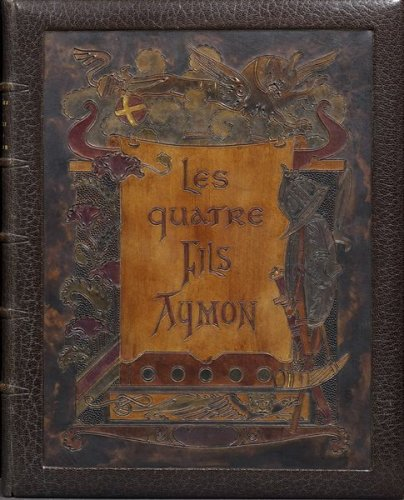
Cubierta de cuero inciso con la Histoire des quatre fils Aymon, Très Nobles et très Vaillans Chevaliers, H. Launette, 1883. La encuadernación es de Marius Michel.

El cantar de Los cuatro hijos de Aymón mezcla elementos de caballería medieval con otros de lo maravilloso y el encantamiento, abordando los temas de conflicto y subversión. Es imposible remontar con certeza a sus fuentes de inspiración, la de los «primeros bardos que la fijaron en versos», según Sarah Baudelle-Michels. Según Micheline de Combarieu du Grès y Jean Subrenat, no se trata de una narración monárquica, sino feudalista. En origen, es bastante brutal en la violencia que puede evocar, una violencia que debe ser colocada en el contexto de su tiempo. Los trovadores han suavizado la historia a lo largo del tiempo, como lo atestiguan ciertos pasajes particularmente crudos —entre otros, aquel en el que el duque Aymón reprocha a sus hijos haberse dejado morir de hambre en las Ardenas, sin pretender «saquear los monasterios y comerse a los monjes»—, cohabitando con otros en los que los personajes se comportan como modelos de cortesía y piedad. A pesar de su naturaleza compositiva, los manuscritos de Los cuatro hijos de Aymón poseen las cualidades literarias de las epopeyas, en particular el poder dramático. Ferdinand Castets cita como ejemplos la batalla de Vaucouleurs, y la emoción de su madre durante el regreso de los hijos de Aymón a Dordoña, después de su exilio en las Ardenas, para Castets, la gesta encarna «el alma francesa de la Edad Media».

### Los diferentes episodios
El episodio de «Beuves de Aigremont», que introduce la historia, parece ser la parte más antigua. No se incluye en la mayoría de las ediciones posteriores, que comienzan la historia de los hijos de Aymón con la presentación de los cuatro hijos en la corte de Carlomagno. En el «Beuves» se presenta al duque Aymón y a sus hijos, y ya muestra la naturaleza pérfida de Carlomagno, que recompensa a los traidores asesinos de Beuve. Esta parte también contiene imperfecciones literarias, debido a su antigüedad, y a su escritura realizada por muchos autores diferentes. Ferdinand Castets piensa que los primeros merovingios, especialmente Chilperico I y sus hijos, son la fuente de inspiración.
El episodio «La corte de Carlomagno y la huida a las Ardenas», es mucho más homogéneo. Para Ferdinand Castets, presenta un carácter «carolingio» evidente y en particular analogías con la vida de Carlos Martel, que se mezcla con elementos más antiguos del final del período galorromano. El paso de los hijos de Aymón por el macizo de las Ardenas, donde vuelven a un cierto salvajismo, pone de manifiesto los peligros del lugar. Los pares de Carlomagno le aconsejaron firmemente que no se aventurara a perseguirlos, argumentando la inmensidad de la zona.
Otras partes de la historia parecen, por el contrario, puros inventos de los trovadores, incluyendo la carrera de caballos en París a instancias de Naime, para que Roldán consiga un caballo tan bueno como Bayard.

### Temas

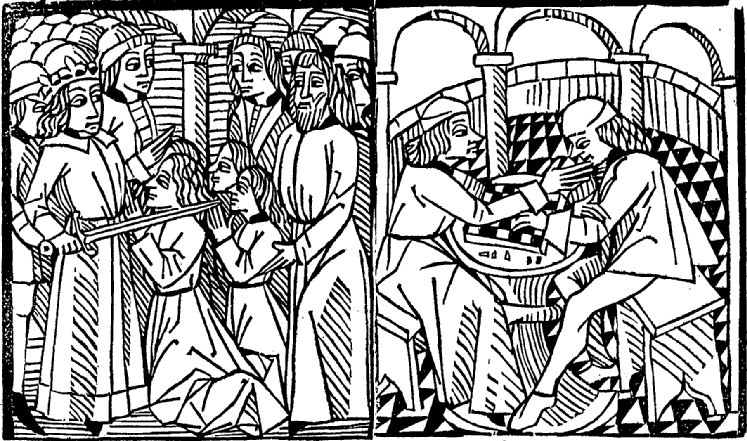
A la izquierda, el espaldarazo de los hijos de Aymón por Carlomagno, su señor. A la derecha, la partida de ajedrez entre Renaud y Bertolai. La relación entre el soberano y los vasallos y el juego de ajedrez constituyen dos temas centrales de la historia, ampliamente ilustrados.

La historia de Los cuatro hijos de Aymón ilustra dos tipos de conflictos: los militares, y también los espirituales y religiosos.

#### Vasallaje  y soberanía
Los personajes de la gesta están unidos por relaciones de suzeranía y vasallaje. Originalmente aliados, Carlomagno y los hijos de Aymón se prometieron odio feroz. El conflicto es doble, ya que los hijos de Aymón son expulsados por su propio padre, que permaneció fiel a su señor supremo. Todos tienen su parte de responsabilidad: el rey Carlomagno por negarse a culpar el comportamiento injusto de su sobrino Bertolai, Renaud de Montauban, por haberse rendido a la violencia al matarlo. La violencia y las armas no encuentran una salida, ya que la historia ilustra cómo la violencia genera más violencia. Los hijos de Aymón recurren a la magia de su primo Maugis para capturar al rey, pero Renaud mantiene una actitud de vasallo rogándole a Carlomagno que lo perdone a él y a sus hermanos. El rey sigue siendo inflexible, únicamente desea el encarcelamiento de Maugis, así como la rendición de los hijos de Aymón, prolongando el conflicto con su actitud. Por el contrario, los doce pares al servicio de Carlomagno —incluidos los caballeros Roldán, Oliveros y Ogier— actúan a favor de la paz.

#### Conflicto espiritual
La historia revela un conflicto espiritual entre el cristianismo —representado por Carlomagno— y el paganismo —encarnado por el caballo Bayard y el hechicero Maugis, depositario del conocimiento druídico—. Ferdinand Castets señala que Bayard, como Maugis, tiene dones sobrenaturales: entre ellos y el emperador, la paz es imposible. El resentimiento del emperador no se dirige contra Renaud y sus hermanos, sino contra el caballo y el hechicero, encarnaciones de antiguas creencias contra las que Carlomagno rey cristiano, por la que lucha firmemente. Una prueba de ello es la concomitancia de la piadosa contrición de Renaud y su despedida de Bayard, que traiciona bien la «naturaleza pagana del caballo de hadas». Renaud está, en gran parte de la historia, favorecido por las «maravillas» de la naturaleza de las hadas. Poco a poco se desvanecen a favor del cristianismo, y la paz se obtiene al precio de la desaparición de los últimos elementos paganos y de «hadas». Después de la fuga de Bayard al bosque, Renaud abrazó totalmente la fe cristiana, y su muerte condujo a los milagros cristianos —cantos angélicos, halo de luz, olor a santidad...—  El «laico maravilloso» —hadas, duendes, personajes mágicos y criaturas fantásticas— parece sin embargo más apreciado por el público que el «cristiano maravilloso».

#### Ajedrez
El juego de ajedrez era popular en Francia en la Edad Media, no es raro que los textos y los cantares lo evoquen ya que pone en juego el honor de ambos jugadores, al tiempo que constituye una proyección del enfrentamiento militar en un tablero de ajedrez. En Los cuatro hijos de Aymón, la disputa en el ajedrez desemboca a continuación el conflicto, cuyo interés, para los hijos de Aymón, es también «poner al rey en jaque». Este episodio parece haber tenido una clara importancia para el público y los autores de la Edad Media, aunque únicamente sea por su abundante iconografía. Alexander Neckam se refiere explícitamente a ello en su enciclopedia.

### Aspecto subversivo
Para François Suard, la historia toma un aspecto subversivo a través del rechazo del feudalismo y del centralismo que puede evocar, dejando al mismo tiempo un hermoso lugar para la resistencia y el deseo de libertad. También defiende una cierta autonomía de las regiones de Gascuña y las Ardenas. Resulta ser radicalmente opuesto a la mayoría de los otros textos del ciclo carolingio —incluso la leyenda artúrica—, donde el caballero se dedica en cuerpo y alma a un señor erigido como modelo de sabiduría y virtud.
El hechicero Maugis y el caballo Bayard son mucho más subversivos que los hijos de Aymón. Maugis finalmente se retiró de sí mismo después de la batalla de Vaucouleurs, dejando a Carlomagno para que meditara y fortaleciera su autoridad, pero su autoridad fue socavada. Bayard encarna más la transgresión: incluso sobrevive al intento de ahogamiento.

### Personajes y elementos
El número de personajes y la forma en que se representan es un punto de interés en la gesta. Los oponentes, Renaud y Carlomagno, dan relieve al conjunto. La narración se encarga de reunir a ilustres personajes de la épica medieval, conocidos por otros cantares de gesta y otros relatos. El caballo Bayard y el hechicero Maugis tienen un estatus especial: las tradiciones les conciernen independientemente de la historia y el ciclo carolingio. Esto acredita un origen diferente al de los otros personajes. Ciertamente fueron introducidos en la historia por los trovadores. Los personajes que participan en la acción son esencialmente masculinos, ya que la gesta se concibe como una «historia de hombres». Los personajes femeninos de Los cuatro hijos de Aymón «existen únicamente en relación con los hombres, como esposas y como madres».

#### Los hijos de Aymón
Los hijos de Aymón nacieron en el macizo de las Ardenas («Nacimos en las Ardenas... »), en Dordon, Dordone o Dordoña, cuyo nombre, sin embargo, recuerda más al río Dordogne, cerca de Montauban, que una localidad en las Ardenas. Alard es el mayor, el más sabio y el más prudente. Renaud es el segundo de los hijos de Aymón, Guichard (el tercero) es valiente, y Richard es el más joven. Aalard y Guichard intervienen muy poco, y esto en todos los manuscritos: en esta gesta descrita, tiene la originalidad de destacar las hazañas del segundo y del hijo más joven.

##### Renaud

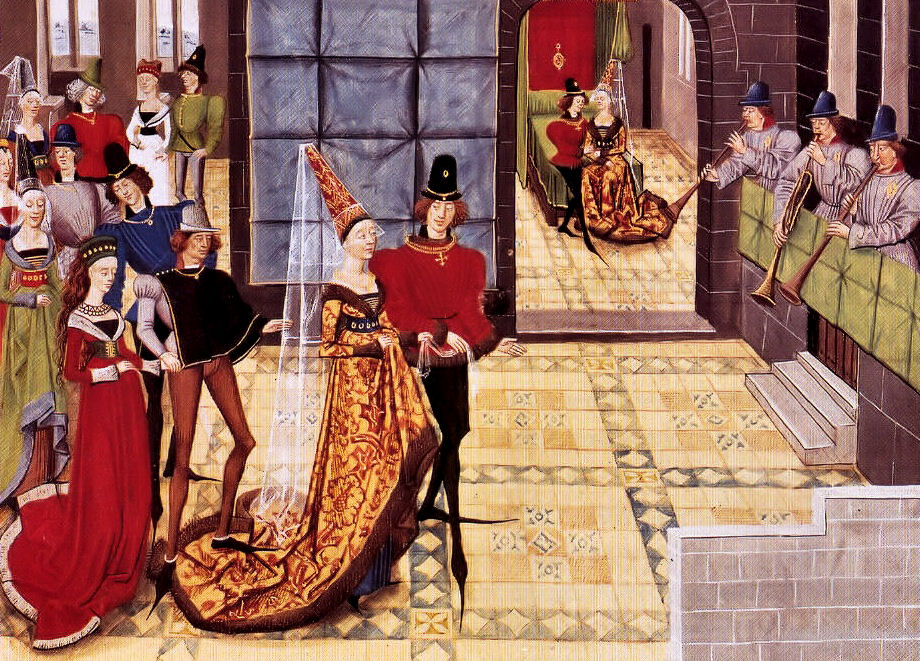
Iluminación que representa en el centro a un caballero y su dama a la cabeza de una procesión de seis parejas, tres músicos tocando trompetas en una tribuna en el lado derecho, y en el fondo la apertura de una alcoba muestra al mismo caballero conversando con su dama, ambos sentados a los pies de una cama... Renaud de Montauban y Clarisse. Miniatura de Loyset Liédet, ca. 1470, Arsenal 5073 f.117v.

Renaud, que puede ser considerado el personaje central de la historia, tiene tres posesiones valiosas: su espada Froberge (o Floberge), su caballo Bayard, y su cuerno de caza. La espada tiene una hoja del tipo flambeado, de ahí su nombre. Renaud es el arquetipo del buen caballero: respeta  escrupulosamente las reglas del vasallaje feudal. Se ha rebelado contra su señor, pero sobre todo es leal y fiel. Esta característica es claramente visible durante la escena en la que los cuatro hermanos capturan a Carlomagno gracias a la magia de Maugis. El emperador los habría colgado en la situación opuesta, y se preparaba para ejecutar a Richard algún tiempo antes. Richard quiere matar a Carlomagno, pero Renaud interviene y lo libera, con la esperanza de que su acción conduzca a la paz. Puede satisfacer su ira pero perdona fácilmente —olvida la traición del rey Yon y vuela en su ayuda, cuando se la pide—, y se casa con Aélis —llamada Clarisse en manuscritos posteriores—, hermana del rey Yon, y tiene dos hijos suyos, Aymonnet y Yonnet. Sigue una evolución espiritual, marcada en particular por su peregrinación en la desolación —sin zapatos y mal vestido—, luego su progresivo desprendimiento después del regreso de Jerusalén. Al enterarse de la muerte de su esposa Aélis, confió sus hijos a Carlomagno y perdió junto con ellos sus últimos lazos con el mundo terrenal. Su martirio y penitencia durante la construcción de la catedral de Colonia al final de la historia le dan un aura de grandeza. Para Sarah Baudelle-Michels, el éxito del personaje de Renaud se debe a su naturaleza: «[...] si Roldán era sobrehumano, el hijo de Aymón de Dordoña se nos aparece, al final, como profundamente humano».

##### Richard
Richard, el más joven de los hermanos, es ardiente e impetuoso. A menudo llamado «niño», recibe el cariñoso diminutivo de «Richardand». Discute con Renaud las acciones heroicas durante la batalla de Vaucouleurs y, en el momento de su secuestro, todos los elementos convergen hacia él. Tiene más resentimiento contra Carlomagno que los otros tres, ya que lo quiere muerto cuando el emperador está a su merced, probablemente porque Carlomagno lo golpeó cuando fue capturado y luego trató de colgarlo.

#### Carlomagno

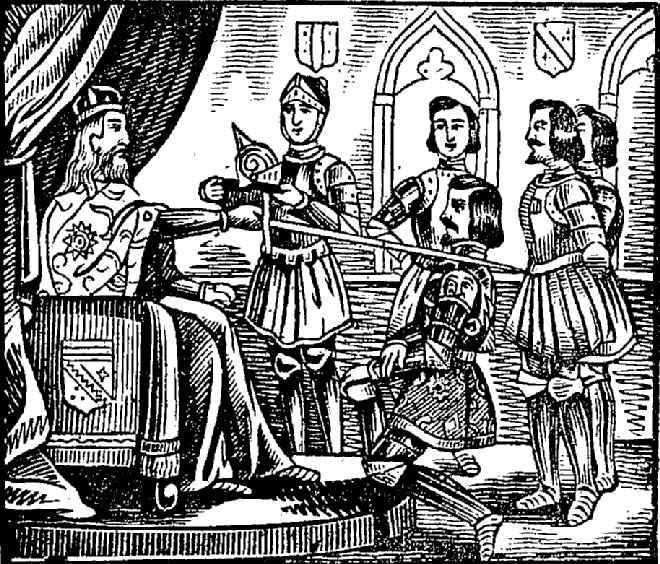
Carlomagno da el espaldarazo a los hijos de Aymón. (Grabado de los Quatre fils d'Aymon, histoire héroïque por M. Ardant, 1849).

La deslealtad y la cobardía del rey Carlomagno son omnipresentes a lo largo de la historia: Montessor fue tomado por la traición, una trampa tendida a los cuatro hermanos bajo el pretexto de querer hacer la paz, luego que Renaud quería negociar una tregua. Carlomagno encarna el poder existente, pero se presenta como un rey injusto e intratable, empujando el rencor a un «odioso» punto. Su actitud provoca la hostilidad de sus vasallos, y en particular de los doce Pares que intentan atenuar su intención de dar muerte a los hijos de Aymón. Carlomagno los presiona con su ira, y amenaza con que no los querrá más si no cumplen su voluntad. A su vez, los pares le presionaron amenazándole con dejar el servicio si se negaba a reconciliarse con Renaud y sus hermanos. Aunque Carlomagno tiene reacciones inapropiadas, termina dominando ya que Renaud realiza una peregrinación y le entrega a Bayard.

#### El hechicero Maugis
Al igual que Bayard, Maugis es un complemento de los cuatro héroes dotados de habilidades mágicas. Está estrechamente relacionado con el caballo de hadas, aunque únicamente sea según la Historia de Maugis de Aigremont, que popularizó la versión según la cual lo regaló a Renaud. A la vez hechicero y ladrón, tienen características de genio tutelar y duende, pero es principalmente un personaje «hechicero» (como el Merlín en la leyenda del Rey Arturo), no una criatura de cuento de hadas. Interviene después de que los cuatro hermanos se fueron a Gascuña. Renaud lo tiene en alta estima, ya que se niega repetidamente a entregarlo a Carlomagno, a pesar de que el emperador tenía como rehenes a sus otros tres hermanos. Maugis es el «cerebro» de la historia, su personaje, opuesto al de Renaud, se revela mucho más inteligente y espiritual que este último. Se niega a comprometerse con Carlomagno, y libra una guerra psicológica contra él, «abusando de su poder para engañarlo». Carlomagno lo convierte en su enemigo jurado después de la carrera de Renaud y Bayard en París. Sus habilidades lo hacen indispensable para los hijos de Aymón. Las caídas de las fortalezas de Montessor y Montauban son consecutivas a su ausencia. Se va a una ermita que probablemente será olvidada por Carlomagno. Este acto coloca a Renaud en el camino de su propia santificación.

#### El caballo Bayard

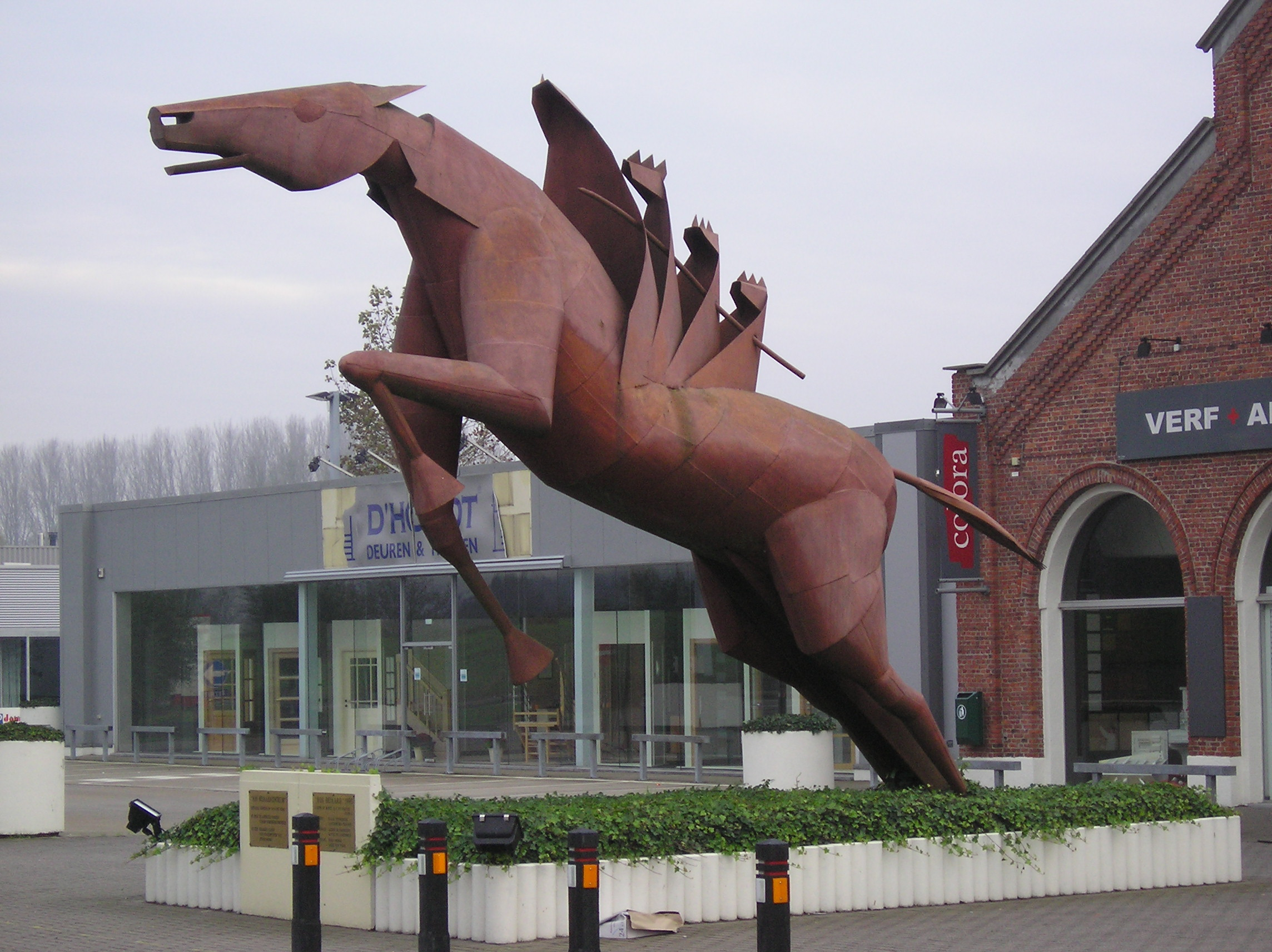
Escultura de Bayard en Grembergen.

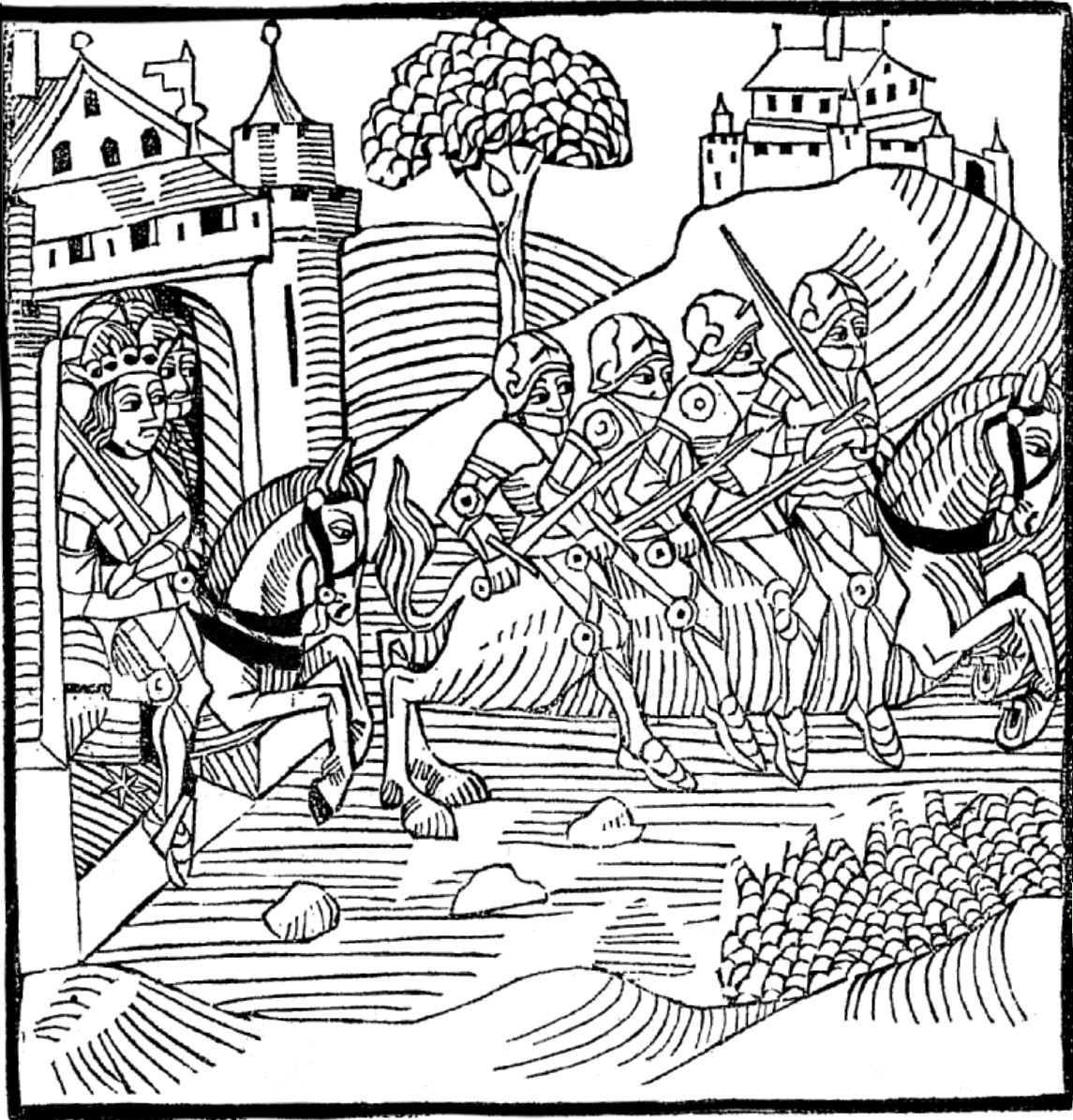
La huida de los cuatro hijos de Aymón sobre Bayard desde París, en un grabado de un incunable de Lyon.

Bayard es un «caballo de hadas» en el sentido adjetival, es decir, un caballo encantado tocado por la magia. Como Maugis, tiene maravillosos dones y Renaud está muy unido a él. Pertenece a la legendaria herencia precristiana, probablemente la del período merovingio. Es un animal totémico, responsable de proteger a Renaud. Este caballo juega un papel principal, mucho más allá de la montura clásica. De fuerza e inteligencia sobrenaturales, Bayard despierta a Renaud tocando su escudo con la pezuña, combate contra los caballos de sus enemigos, adivina las intenciones de Renaud, hace saltos prodigiosos y puede llevar a varias personas sobre suyo al mismo tiempo. Se parece a las criaturas de los cuentos de hadas ligadas a la naturaleza. Algunas versiones de la gesta atestiguan que el caballo entiende el lenguaje humano, y presiente los peligros que le esperan a Renaud. Para Henri Dontenville, sin embargo, estas hazañas son episódicas y la mayoría de las veces Bayard desempeña un papel similar al de otros caballos épicos.

#### Pares de Carlomagno y otros personajes
La gesta presenta a los Doce Pares de Carlomagno, personajes recurrentes del ciclo carolingio. Entre ellos están Roldán el paladín, el duque Naime, Ogier el Danés, el caballero Oliveros, Ricardo de Normandía, Astolpho y el arzobispo Turpin. Todos participan en la acción, incluyendo a Roldán que dirige varias negociaciones entre su emperador y los hijos de Aymón. Otros personajes desempeñan papeles cortos o menores. Bertolai —Berthelot en versiones posteriores—, sobrino de Carlomagno asesinado por Renaud, siempre se asocia con el comienzo de la disputa a través de la escena de ajedrez. El viejo duque Aymón aparece desgarrado entre la fidelidad que debe al rey Carlomagno y el amor de sus hijos. Su esposa, la duquesa Aje (o Aïe), es noble y digna. El rey Yon, que traiciona a los hijos de Aymón por instigación de Carlomagno, no se atreve a resistir la voluntad de su emperador. La gesta involucra a la familia de Ganelón —contando también a Grifón de Autefeuille,  Fouques de Morillon, Hervieux (o Hervé) y Ripes (o Ripeux) de Ribemont—, la encarnación de la traición, que sugiere o provoca la mayoría de las decisiones crueles de la historia —apertura del portón de la fortaleza de Montessor, ahorcamiento de Richard, ahogamiento del caballo Bayard...—.
Algunos personajes únicamente aparecen en algunas versiones de Los cuatro hijos de Aymón, posteriores al manuscrito de La Vallière. Este es el caso de la hada Oriande, introducida en la Historia de Maugis de Aigremont para satisfacer el gusto del público por lo maravilloso. En dos manuscritos medievales sobre los doce, es ella quien le da el caballo Bayard a Renaud.

## Difusión de la leyenda

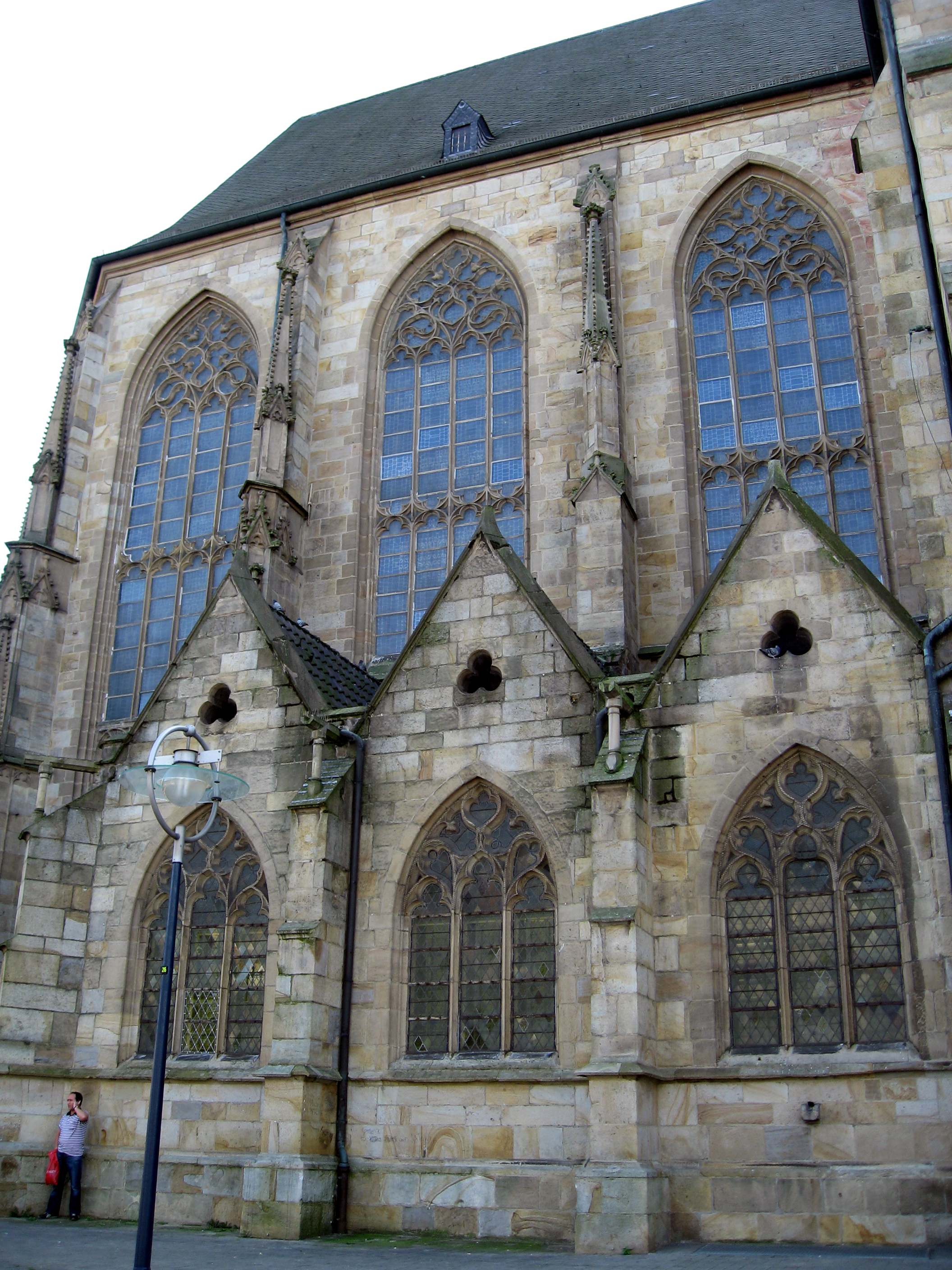
Fotografía de la iglesia de Renaud, donde reposarían las reliquias de Renaud de Montauban, en Dortmund.

Otra prueba de su popularidad es la reivindicación de los lugares de la leyenda de los hijos de Aymón, fortalezas y batallas, topónimos, así como reliquias. Las Ardenas, región natural compartida entre Francia, Bélgica y Luxemburgo, es donde estos legendarios testimonios son los más numerosos. Parte de los textos de la historia tienen lugar allí, y el «episodio de las Ardenas» ha alimentado la imaginación de los hombres, aunque no es el más desarrollado. Joseph Bédier afirma que la abadía de Stavelot-Malmedy es el origen de la leyenda de los cuatro hijos de Aymón, pero esta afirmación fue invalidada por un estudio crítico en la Universidad de Lieja. Según Eugène Monseur, en el bosque de Chiny, el lugar llamado «les Épioux» se identifica con el «Espoux» o «Espaux» de la gesta, este es el desfiladero donde viven las hadas y por el que deben pasar los ejércitos de Carlomagno.

#### Castillos de los hijos de Aymón

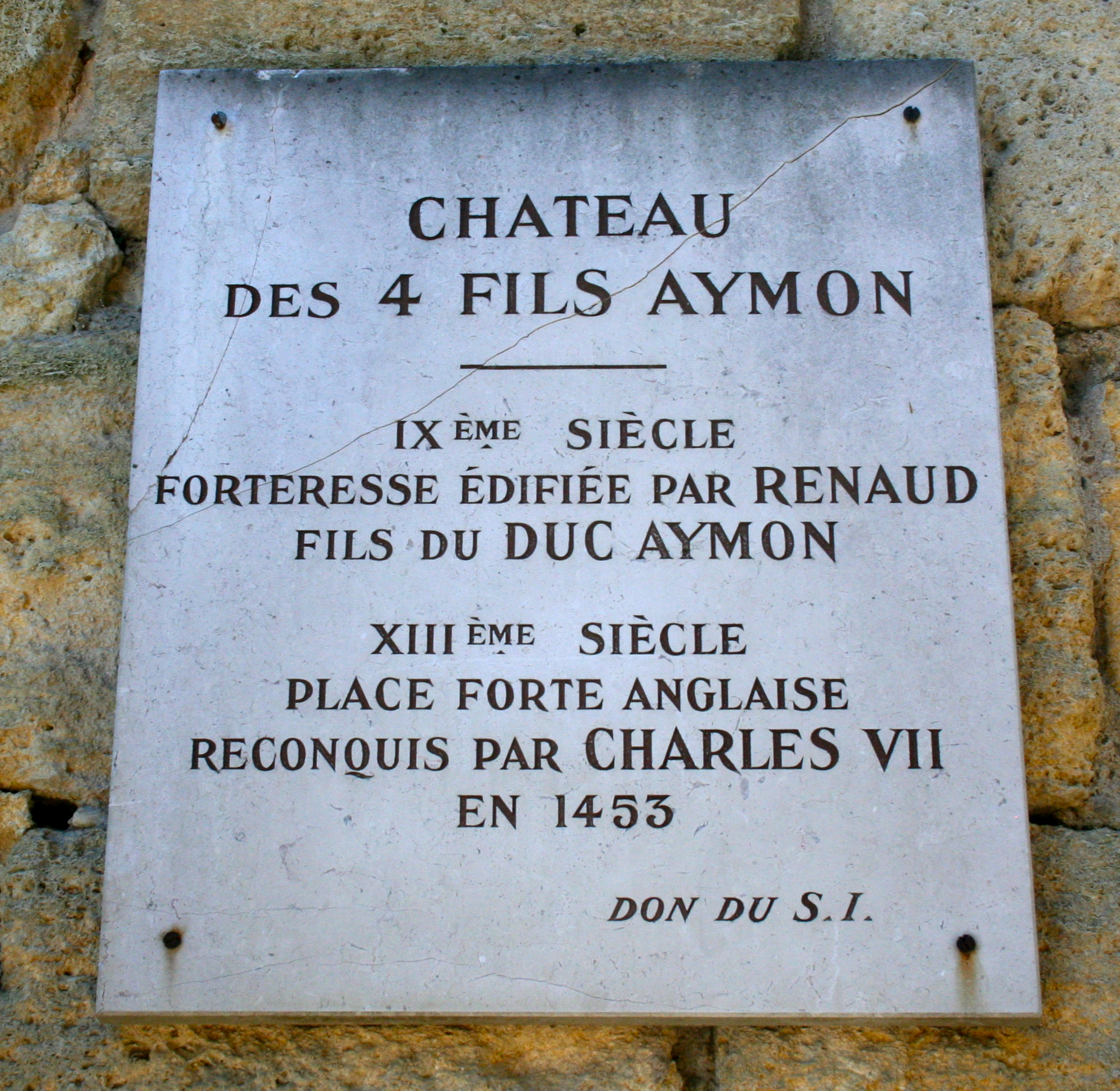
Las ruinas del castillo de Cubzac-les-Ponts son una de las muchas que tienen una leyenda que lo asocia con los hijos de Aymón.

Una investigación de la Universidad de Lieja en 1976 identificó una docena de sitios que se afirma que han albergado la fortaleza de Montessor (o Montfort) construida para los hijos de Aymón en las Ardenas, incluyendo el castillo de Amblève, un antiguo castillo de Dhuy llamado «Bayard», la fortaleza del castillo Regnault, una construcción en la confluencia de los ríos Mosa y Semois —actualmente la comuna de Monthermé—, y el castillo de Waridon en Montcy-Notre-Dame —propuesto por Prosper Tarbé en 1861—.
El castillo de Cubzac-les-Ponts, es la ruina de una fortaleza erigida en 1249 por Simón V de Montfort en nombre de su rey, está ligado a la leyenda de Los cuatro hijos de Aymón. Alphonse Huillard-Breholles estableció una conexión entre este sitio y un castillo llamado Montauban, que se dice que estuvo allí. Según la Gran Crónica atribuida a Mateo de París, que el historiador moderno había traducido y publicado, el rey Juan I de Inglaterra capturó este castillo de Montauban en 1206. La hipótesis de que sería el Montauban de la leyenda ha sido retomada a lo largo de los siglos, ayudando a dar a la meseta de Cubzac el apodo de «meseta de los cuatro hijos de Aymon». Sin embargo, un análisis de las fechas y los hechos muestra una inconsistencia, la existencia pasada del castillo de los cuatro hijos de Aymón en Cubzac es más probable que se deba a la leyenda.

#### Reliquias y filiación
Las reliquias de los hijos de Aymón son conocidas desde la Edad Media. Renaud es considerado un santo por la propia gesta, se erigió una capilla en el lugar donde la leyenda sitúa su muerte —cerca de la catedral de Colonia—. La iglesia principal de Dortmund (Trémoigne), donde se dice que las reliquias fueron transportadas, todavía se llama la «Iglesia de Saint Renaud». Bertem, cerca de Lovaina, afirmó haber guardado las reliquias de san Aalard, el mayor de los hijos de Aymón, durante 600 años. El antiguo condado de Marche ha permanecido durante mucho tiempo como feudo de los señores de La Roche-Aymón, establecido desde el siglo X: que afirman ser descendientes de los cuatro hermanos de la leyenda. En la finca de Chevetogne existe una tumba ficticia de los hijos de Aymón, pero es un simple arenal donde se invita a los niños a desenterrar las «armas» de los cuatro hermanos.

#### Huellas de Bayard y la roca Dinant

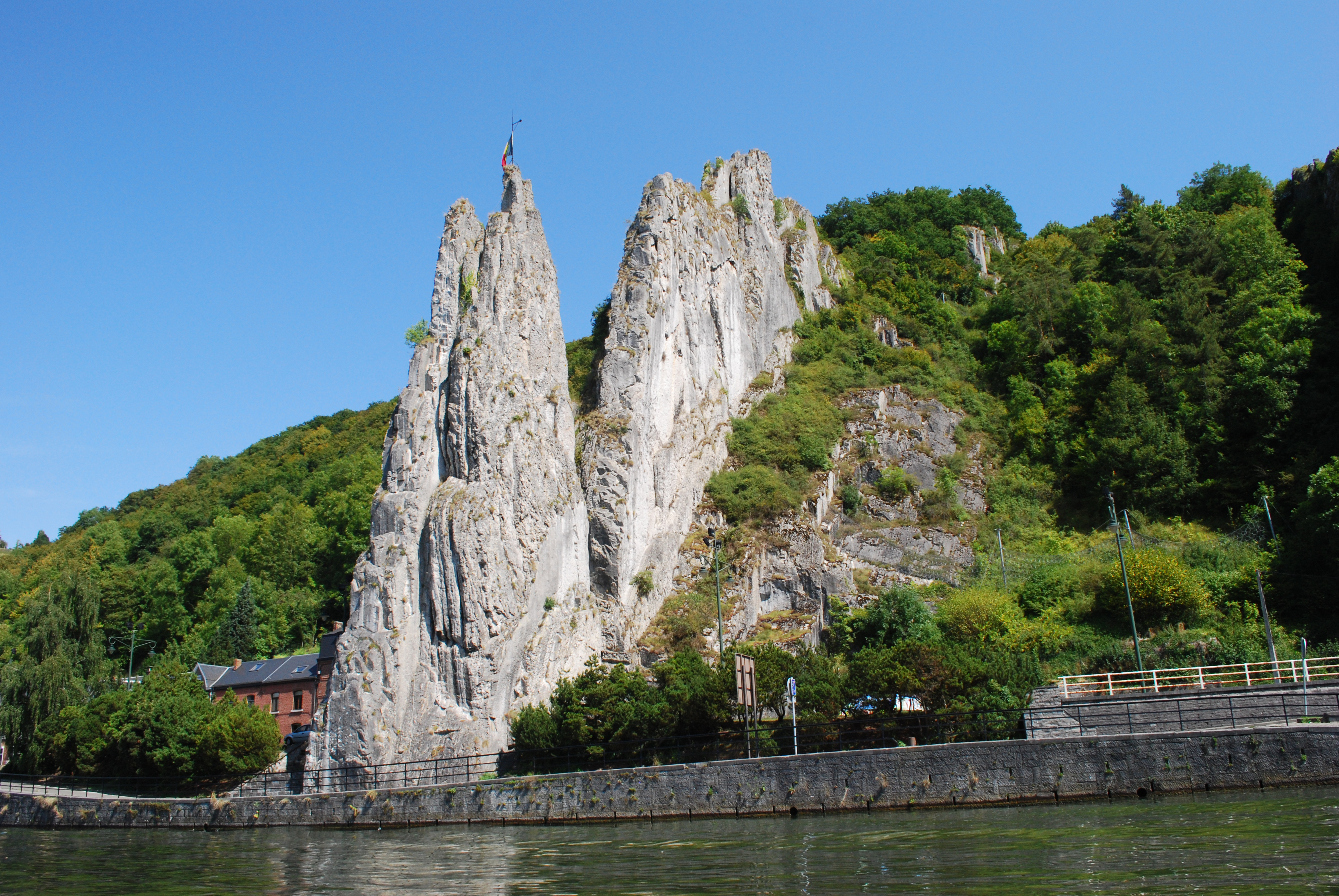
La roca de Bayard en Dinant.

Se dice que Lieja es la ciudad donde Carlomagno trató de ahogar al caballo Bayard en el Puente de los Arcos: esta leyenda se popularizó durante la reconstrucción del puente después de la Segunda Guerra Mundial. Muchas «huellas Bayard» son el resultado del pasaje imaginario del caballo de hadas, que habría dejado la huella de uno de sus cascos en el suelo. Son numerosas en las Ardenas belgas. Hay, en particular, algunas cerca de Couillet, Pepinster, Aywaille —en el castillo de Amblève, reclamado por Montessor—, Dolembreux, Remouchamps, Stoumont, Anthisnes, o incluso Bra, Wéris, Étalle, y en el bosque de Chiny.
El más conocido de estos topónimos es la Roca Bayard, un obelisco de piedras de unos 40 metros de altura, en la salida de Dinant hacia Anseremme y en las orillas del Mosa. Se dice que los cuatro hijos de Aymón fueron rodeados por los soldados de Carlomagno, los cuales montados en el caballo Bayard, habrían avanzado por la cresta de las rocas hasta la roca llamada Roche-à-Bayard (o Roca Bayard), que en ese momento todavía se adhería a la montaña vecina. Justo cuando el emperador pensaba que tenía a sus enemigos bajo control, Bayard golpeó la roca con su pezuña y salió volando con un prodigioso salto, para caer al otro lado del río. En la ahora famosa roca se dice que todavía está la huella de la pisada de Bayard.

#### Bogny-sur-Meuse

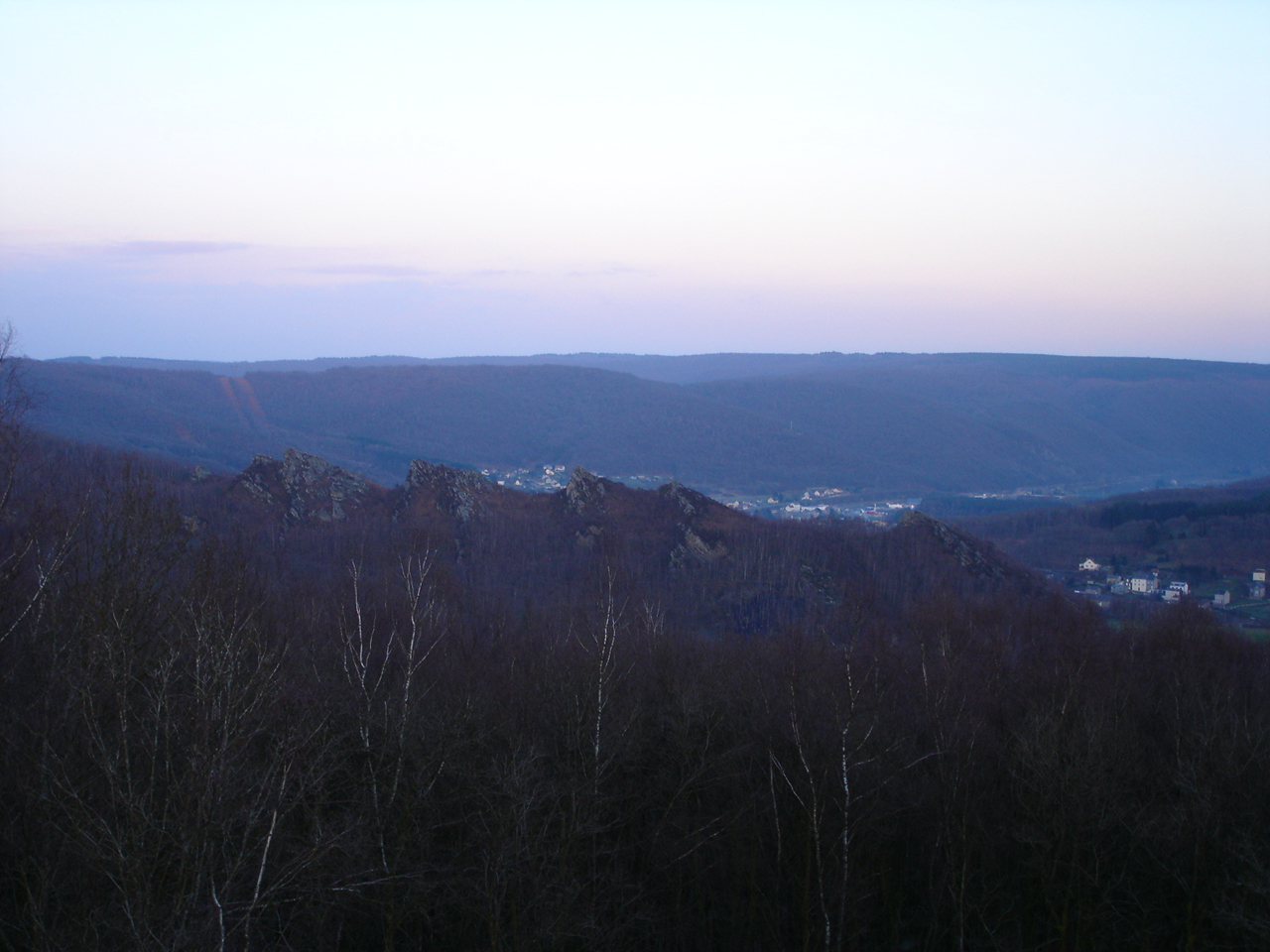
Vista aérea de los cuatro picos rocosos de Bogny-sur-Meuse representando los hijos de Aymón congelados.

Bogny-sur-Meuse reivindica numerosas rastros de la leyenda: cuatro picos rocosos simbolizan, congelados, los cuatro hermanos a lomos de Bayard, una estatua de los hijos de Aymon, acompañada de su caballo, se erige en el lugar del antiguo Château-Regnault —reivindicado para la fortaleza de Montessor—, y la roca del Ermitage, que domina el pueblo: se dice que es aquella donde el hechicero  Maugis se retiró durante siete años hasta su muerte. El festival folclórico Aymón, un programa anual de música folclórica en Bogny, se llama así en referencia a la explanada de los hijos de Aymón -posible lugar donde estuvo la situación de su castillo—.

#### Otros topónimos
El pueblo de Francheval debe su nombre a los cuatro hermanos y al caballo Bayard según un cantar redactado, entre otros, por Claude Seignolle: Bayard, habiendo demostrado gran valentía al ayudar a Renaud y a uno de sus hermanos, éste le dijo: «Eres un valiente, Bayard, un caballo franco». En el mismo lugar donde estaban, se estableció el pueblo de Francheval. Una leyenda similar está ligada al del pueblo de Balan: mientras los hermanos eran perseguidos y Bayard, después de uno de sus fabulosos saltos, había caído de brutalmente al suelo, Renaud habría gritado a sus hermanos ¡Balan! o ¡Volver a subir al caballo!, y el pueblo siguió llamándose así.

## Ilustración y representación en las artes

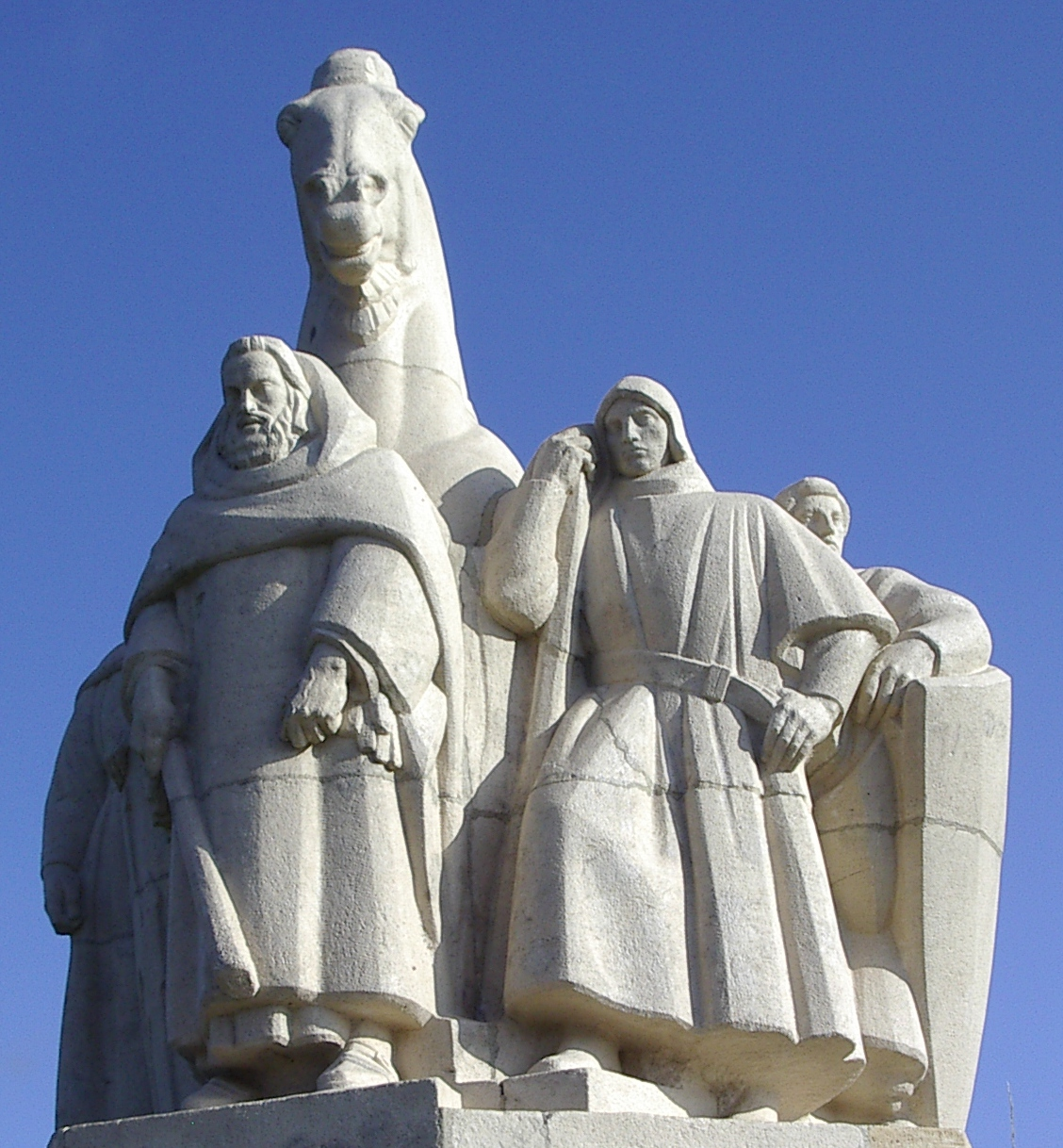
Monumento de los cuatro hijos de Aymón en Bogny-sur-Meuse.

Los cuatro hermanos han sido objeto de muchas representaciones, normalmente con el caballo Bayard. El éxito de esta iconografía que muestra a los cuatro hermanos sobre el lomo del mismo caballo juega un papel determinante en la difusión y la longevidad de las aventuras de Renaud. La figura más antigua se encuentra en una tumba en Portugal datada de la primera mitad del siglo XII. El famoso Loyset Liédet produjo varias iluminaciones para un manuscrito ilustrado a mediados del siglo XV. Con el paso del tiempo y con la literatura de los vendedores ambulantes, los episodios de la gesta se ilustran a veces con grabados que tienen poca relación con el tema. Las populares xilografías de Épinal, que aparecieron en el siglo XIX, marcan la mente de muchos lectores que se refieren a ellas como referencias.
Una de las representaciones modernas más famosas de la leyenda es Le cheval Bayard, una escultura creada por Olivier Strebelle y mostrada inicialmente al público en la  Exposición Universal de 1958. Está situada a lo largo del río Mosa en Namur, bajo el puente de las Ardenas. Otra famosa estatua representa a los hijos de Aymón en compañía de Bayard, realizada por Albert Poncin, que se encuentra en Bogny-sur-Meuse.
Dendermonde, donde se celebra el Ommegang de Dendermonde cada diez años, tiene varias obras. La estatua Ros Beyaert, de Aloïs de Beule y Domien Ingels, es un bronce erigido para la Feria Mundial de 1913 en Gante. Vier Heemskinderen (Los cuatro hijos del duque Aymón) de Gerard Adriaan Overeem, en 1976, se encuentra en la Torenstraat en Nijkerk. En Colonia, desde 1969, una escultura de bronce de Heinz Klein-Arendt también representa a los hijos de Aymón.

## Cultura popular y adaptciones no literarias

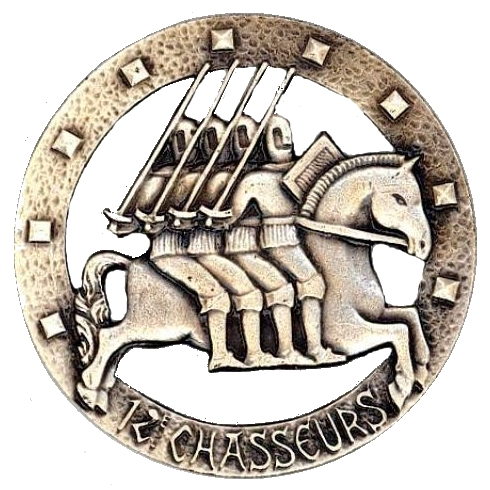
Insignia del 12º Regimiento de Cazadores a caballo.

La gesta de Los cuatro hijos de Aymón se convirtió rápidamente en parte de la herencia popular, y se encuentran muchas referencias a ella en procesiones, desfiles, obras de teatro, ballets, espectáculos de marionetas, nombres de calles y carteles de tiendas. La «pucelle» o insignia del 12e Régiment de chasseurs à cheval (12º Regimiento de Cazadores a Caballo) está ilustrada con los cuatro hijos de Aymón. Jacques Laudy ilustra una tira cómica de los cuatro hijos de Aymón que apareció en la revista Tintín de 1946 a 1947. Desde 2009, la leyenda ocupa un lugar de honor en la historia de Hervé Gourdet, creador del festival Printemps des Légendes de Monthermé, en las Ardenas francesas.

### Procesiones y desfiles
Los personajes de la leyenda de los hijos de Aymón han estado presentes entre los Gigantes del norte, a veces durante siglos sin interrupción. En el siglo XV, el caballo Bayard se atestigua en diez ciudades, montado por los hijos de Aymón.

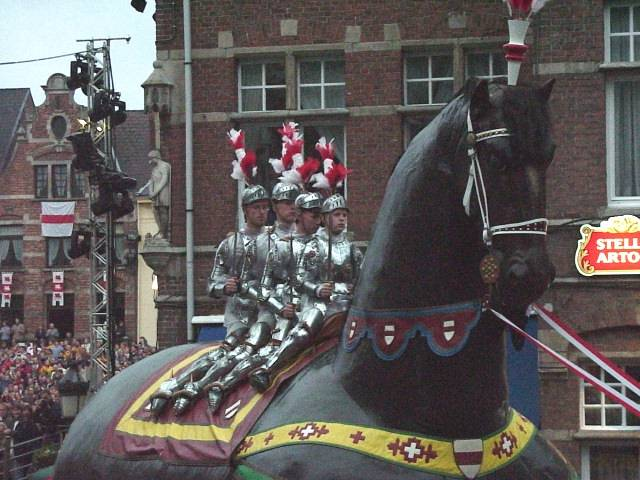
El caballo Bayard de Dendermonde en 1990, montado por cuatro personajes que representan a los hijos de Aymón.

Estas procesiones folclóricas consisten en pasear una o más figuras gigantescas movidas por porteadores por las calles. La mayoría de ellas tienen lugar en Bélgica. Una procesión está documentada en Namur desde el siglo XVI, en 1518. Mitad religiosa, mitad profana, tiene lugar cada 2 de julio, por las calles decoradas para la ocasión. Allí aparecen Carlomagno y los nueve hombres valientes, así como los cuatro hijos de Aymón que montan a Bayard, seguidos por su primo el hechicero Maugis. Esta pieza secular fue un gran éxito durante casi tres siglos y atrajo a público de todos los rincones del condado de Namur. Conocida primero como la «Moralidad de los cuatro hijos Aymón», más tarde tomó el título de la «Historia del caballo Bayard».
Documentada antes de 1461 en Dendermonde, provincia de Flandes Oriental, la Ommegang de Dendermonde también trata de la leyenda de los hijos de Aymón —que se dice que son originarios de la ciudad— y del caballo Bayard, que se cuenta que se ahogó en la confluencia de los ríos Escalda y Dendre. Un caballo gigante Bayard reaparece en la Ducasse d'Ath en 1948.

### Teatro y ballet

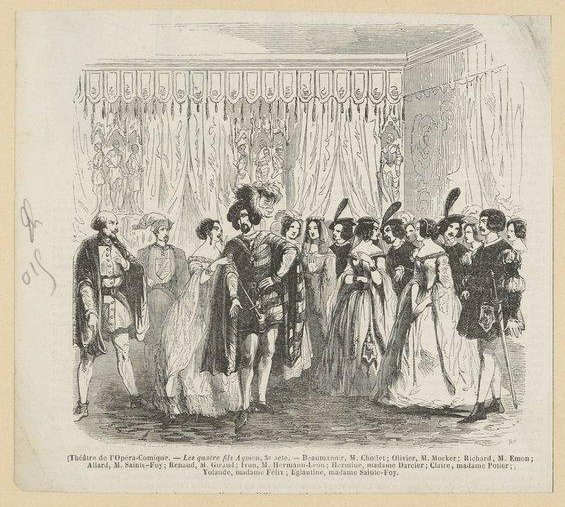
Los cuatro hijos de Aymón, opéra-comique de Adolphe de Leuven y Léon-Lévy Brunswick, acto 3, 1844.

El tema de Los cuatro hijos de Aymón es el más popular entre el público teatral de la primera mitad del siglo XIX, pero la historia original se modifica con frecuencia para responder a las preocupaciones de la época: la legitimidad del poder, la existencia del mal, la condición de la mujer y la decadencia de la aristocracia. Las obras realizadas incluyen:
- Siège de Montauban ou les quatre fils Aymons (pantomima de Arnould en tres actos, 1779). La obra se centra en el episodio del asedio de la fortaleza de Montauban, y encuentra sus fuentes en una adaptación literaria de la bibliothèque bleue. Renaud rescata a su esposa Clarisse y se reconcilia con Carlomagno al final de la obra.[249]
- Richardet et Bradamante ou les fils Aymon (melodrama de Caigniez, 1805). Basado en un episodio de Orlando furioso. Richardet se disfraza para acercarse a una princesa, haciéndose pasar por su hermana Bradamante.[249][249]
- Renaud de Montauban, ou Amour et Honneur (pantomima féerie de Alexandre de M. y Magniaudé, 1811). Este cuento de hadas desarrolla la historia de la lucha amorosa entre Renaud y Mambrin.[249] Elimina todo el lado subversivo hacia Carlomagno, para convertir la historia en un cuento de hadas invitando a la más plana sumisión.[250]
- Les quatre fils Aymon (opéra-comique de Leuven y Brunswickn, 1844). Casi una creación original en la que los arruinados hijos de Aymón hacen creer a su codicioso vecino que únicamente uno de ellos ha sobrevivido y heredado la fortuna familiar.[249]
- La famille Aymon (vodevil de Augier y Bouché, 1844). Es claramente una parodia.
- Les quatre fils Aymon (leyenda de Masson y Anicet-Bougeois, 1849).[111] Este melodrama cuenta el subterfugio del hechicero Maugis, que busca casar a su hija Edwige, y se opone a los hijos de Aymón. Maugis se denuncia así mismo y termina en el exilio con su hija, mientras Carlomagno agradece a los cuatro hijos de Aymón su ayuda.[249]

También existen adaptaciones en el popular repertorio bretón, a lo largo del siglo XIX, incluyendo Les Quatre Fils Aymon, mystère breton en une journée et cinq actes. En 1941, durante la ocupación alemana de Bélgica durante la Segunda Guerra Mundial, la historia de Los cuatro hijos de Aymón fue objeto de una obra de Herman Closson que las autoridades alemanas prohibieron al año siguiente por su simpatía por la resistencia a la autoridad. La obra se representó clandestinamente, haciéndose muy popular. Sirvió de inspiración para Les Quatre Fils Aymon, un ballet de Maurice Béjart y Janine Charrat, en 1961, también modificó la historia original, presentando a los cuatro hermanos como rebeldes contra el poder paterno, en línea con las ideas de mayo del 68. La Légende des fils Aymon, la obra de teatro de Frédéric Kiesel, fue creada en Habay-la-Neuve en 1967.

### Espectáculos de marionetas
Los espectáculos de marionetas retomaron naturalmente este tema, por ejemplo en Lieja, donde su popularidad se vio reforzada en los años 1930 por la presencia de topónimos de Bayard y de los hijos de Aymón. Louis De Budt, conocido como «Louis Poire cuite» o «L'Roé éd la Comédie», el titiritero más conocido de Lille en el siglo XIX, a menudo interpretaba a los cuatro hijos de Aymón en su teatro de títeres. La historia de los cuatro hermanos se cuenta siempre a los transeúntes en Charleville-Mézières, en las Ardenas —Charleville es la capital mundial de las marionetas—. El «Gran Titiritero», un autómata gigante, cobra vida cada hora del día.

### Letreros y nombres de las calles

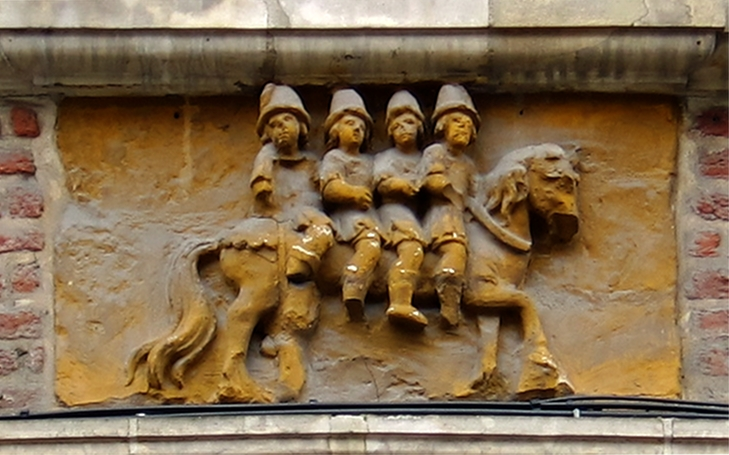
Placa de piedra Aux Quatre fils Aymon, de una vieja taverna, en Lille.

Muchas localidades de Francia y Bélgica tienen o han tenido una Rue des Quatre fils Aymon, como las de Orléans, Bruselas, Mons, Namur, Nevers o Marbache, de Meurthe y Mosela.
Los hijos de Aymón y el caballo de Bayard son muy populares como letreros de tiendas, estos lugares llamados Aux quatre fils Aymon fueron frecuentes antes de la década de 1830: una posada en Valenciennes, hoteles en Cambrai y Douai, o un cabaret en Lille. La leyenda sigue presente en una calle del tercer distrito de París, la rue des Quatre-Fils. En su centro, una obra en bronce de Ivan Theimer aparece en una fachada. La rue des Quatre-Fils debe su nombre a una antigua posada con un cartel de los hijos de Aymón. La placa de una antigua taberna Aux quatre fils Aymon, fechado a finales del siglo XVII, está todavía visible en Lille.